# Regierungskrise in Thüringen 2020

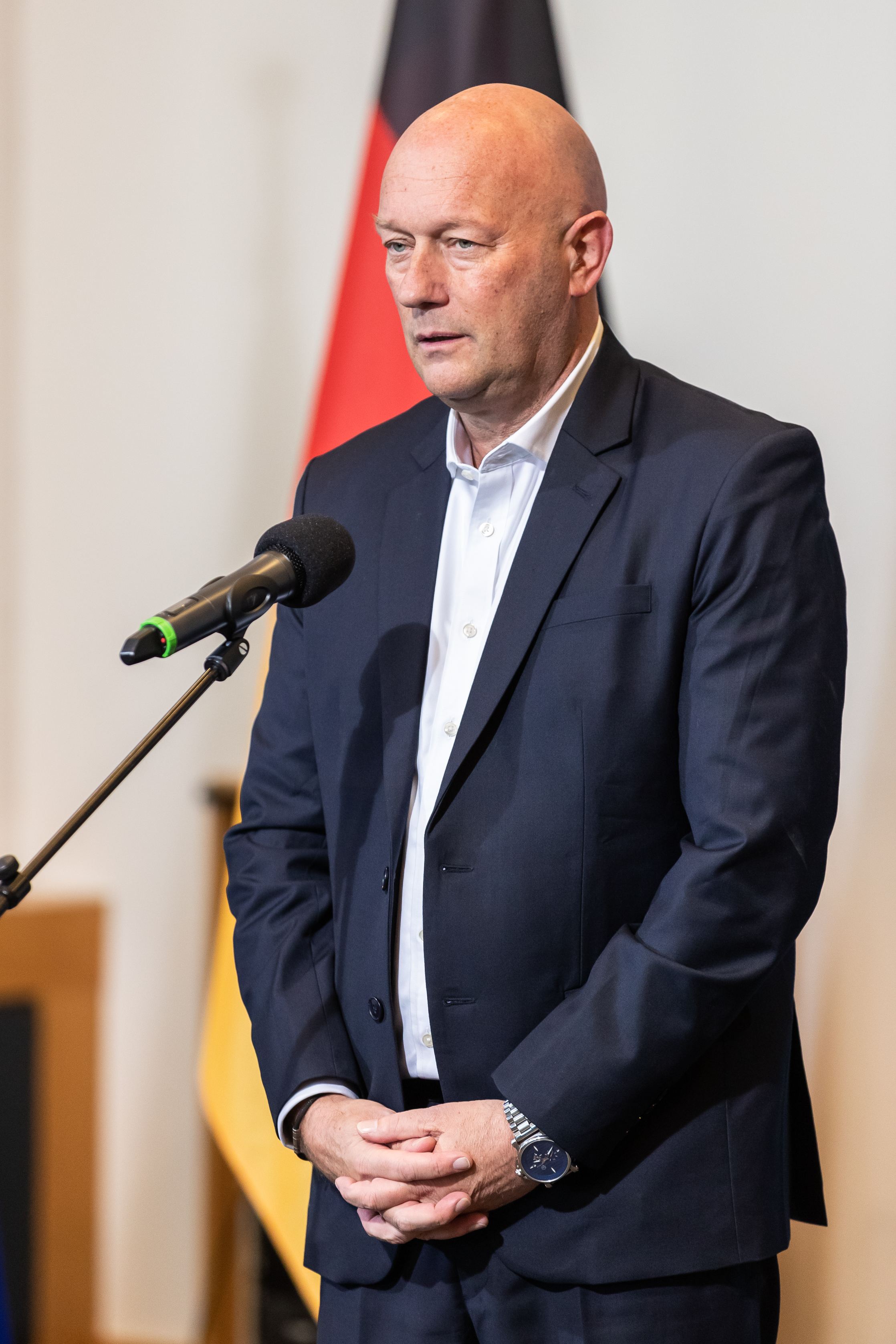
Thomas Kemmerich (FDP) in einer Pressekonferenz nach seiner Wahl zum Thüringer Ministerpräsidenten

Die Regierungskrise in Thüringen (auch Thüringen-Krise) wurde durch die Wahl von Thomas Kemmerich (FDP) zum Thüringer Ministerpräsidenten mit den (trotz geheimer Wahl im Ergebnis naheliegenden) Stimmen von AfD, CDU und FDP am 5. Februar 2020 ausgelöst. Der Vorgang erlangte sowohl national als auch international hohe Aufmerksamkeit, weil erstmals in der Geschichte der Bundesrepublik Deutschland ein Ministerpräsident durch wahlentscheidende Stimmen der rechtsextremen AfD ins Amt kam.
Die Thüringer Landesregierung bestand danach vier Wochen lang nur aus dem Ministerpräsidenten. Am 8. Februar 2020 trat Kemmerich zurück und war bis zur Wahl Bodo Ramelows zum Ministerpräsidenten am 4. März 2020 geschäftsführend im Amt. Nach Kemmerichs Wahl wurden keine Mitglieder für den Bundesrat benannt, und auch er selbst verzichtete darauf, Thüringen dort zu vertreten. Kemmerich wurde fehlende Beteiligung an den Regierungsgeschäften vorgeworfen.
Die Krise war auch eine Folge der Landtagswahl in Thüringen 2019, bei der keine in Deutschland etablierte Regierungskoalition eine Mehrheit erlangte. Nach der umstrittenen Wahl Kemmerichs kam es zur Ankündigung des Rücktritts der CDU-Bundesvorsitzenden Annegret Kramp-Karrenbauer, zum Rückzug des thüringischen CDU-Landes- und Fraktionsvorsitzenden Mike Mohring, zur Entlassung des Ostbeauftragten der Bundesregierung Christian Hirte sowie zum Scheitern der FDP an der Fünfprozenthürde bei der Bürgerschaftswahl in Hamburg 2020.

## Landtagswahl in Thüringen 2019

### Ausgangslage
- Linke: 29
- SPD: 8
- Grüne: 5
- FDP: 5
- CDU: 21
- AfD: 22

Im Oktober 2019 wurde die Partei Die Linke unter dem seit 2014 regierenden Ministerpräsidenten Bodo Ramelow stärkste Kraft im Parlament, die bisherige rot-rot-grüne Landesregierung verlor jedoch die absolute Mehrheit der Abgeordnetensitze. Der Sechs-Parteien-Landtag kam durch den knappen Einzug der FDP zustande: Das Ergebnis für die FDP lag 73 Stimmen über der Fünf-Prozent-Hürde.  Eine von CDU und FDP bevorzugte Simbabwe-Koalition (schwarz-rot-gelb-grün) erhielt ebenfalls keine Mehrheit. Da keine der im Landtag vertretenen Parteien in Verhandlungen mit der von Björn Höcke geführten AfD-Fraktion eintreten wollte, bestand wenig Aussicht auf eine Regierungskoalition mit parlamentarischer Mehrheit. Die einzigen theoretischen Mehrheitsbündnisse, die von mindestens einer Partei öffentlich thematisiert wurden, waren rot-rot-grün plus FDP und eine Koalition der Linken mit der CDU. Im Vorfeld wurde medial auch die Möglichkeit diskutiert, dass Bodo Ramelow ohne eine erneute parlamentarische Wahl das Ministerpräsidentenamt lediglich geschäftsführend weiterbekleiden könnte.

### Kooperationsgespräche
Die Thüringer CDU offenbarte nach der Landtagswahl 2019 Uneinigkeit: Während zwei Abgeordnete und einige Kommunalpolitiker eine Annäherung an die AfD vorschlugen, befürworteten andere Gespräche mit dem bisherigen Ministerpräsidenten Bodo Ramelow. Dazu zählte auch der Landesvorsitzende der CDU Thüringen, Mike Mohring. Er besuchte Ende Oktober die Bundesvorsitzende Annegret Kramp-Karrenbauer in der Absicht, sich anschließend mit Ramelow zu treffen. Sie erinnerte daran, dass für die CDU weiterhin die „Unvereinbarkeit einer Zusammenarbeit mit der Linkspartei“ gelte und Mohrings Kontakt zu Ramelow nur eine „parlamentarische Selbstverständlichkeit“ sei.
Bereits im Oktober bzw. November 2019 hatte die FDP klargemacht, dass sie weder mit der Linken noch mit der AfD koalieren werde.
Höcke bot CDU und FDP neue Formen der Zusammenarbeit und eine von der AfD unterstützte Minderheitsregierung an.
Ein Treffen zwischen Ramelow und Mohring am 12. Januar 2020 erbrachte keine neuen Erkenntnisse, wie und ob die parlamentarische Opposition Ramelow unterstützen könnte, ebenso wenig ein Treffen zwischen Politikern aus allen Landtagsfraktionen mit Ausnahme der AfD am 13. Januar 2020.
Der Ministerpräsident Bodo Ramelow erklärte nach der Wahl, er werde mit der Linkspartei für eine Fortsetzung der rot-rot-grünen Koalition kämpfen. Die drei bisherigen Regierungsparteien unterzeichneten am 4. Februar einen Regierungsvertrag, um das rot-rot-grüne Bündnis als Minderheitsregierung weiterzuführen. Die beteiligten Parteien vertrauten dabei auf eine situative parlamentarische Kooperation mit der CDU und der FDP.

## Wahl des Ministerpräsidenten im Februar 2020

### Aufstellung der Kandidaten

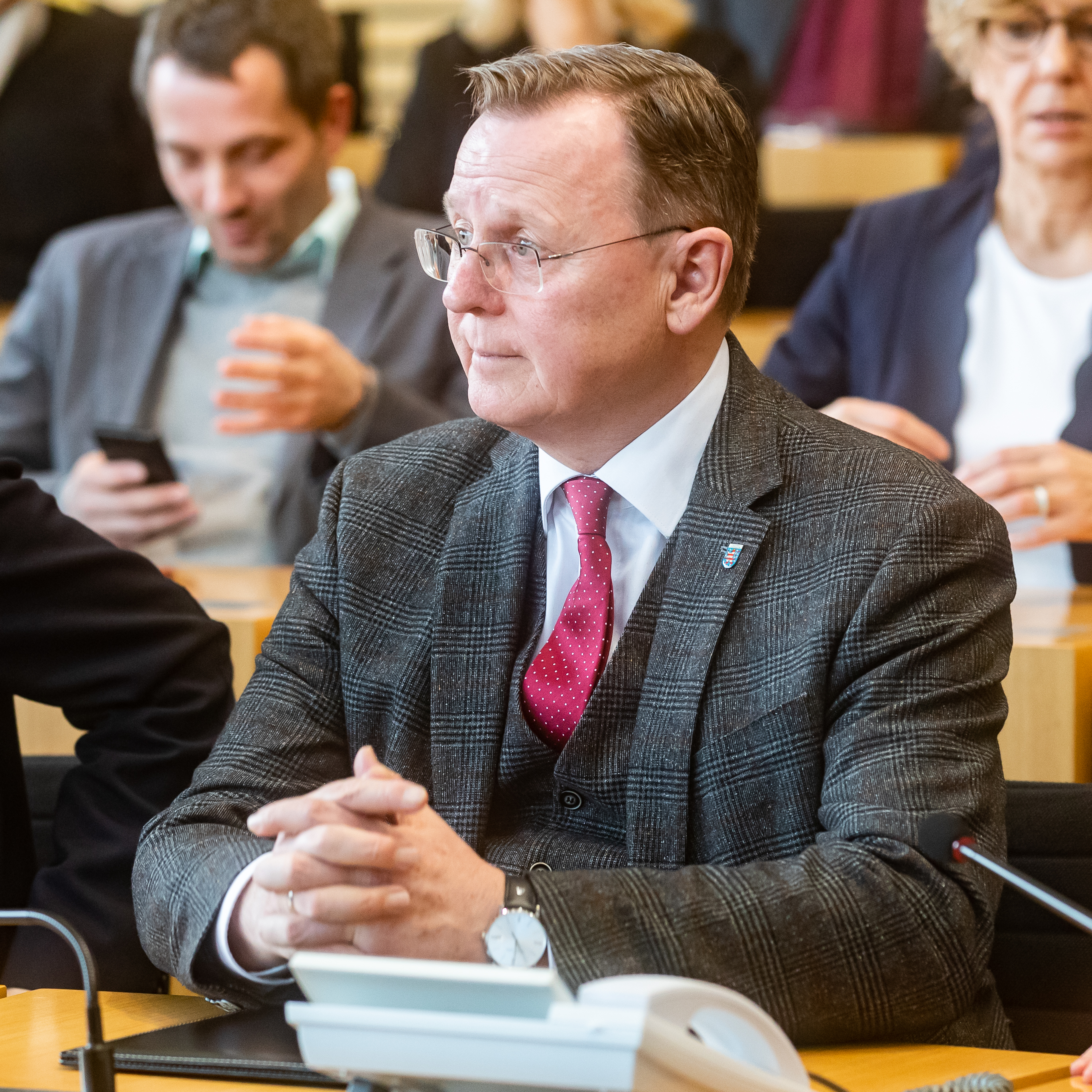
Bodo Ramelow
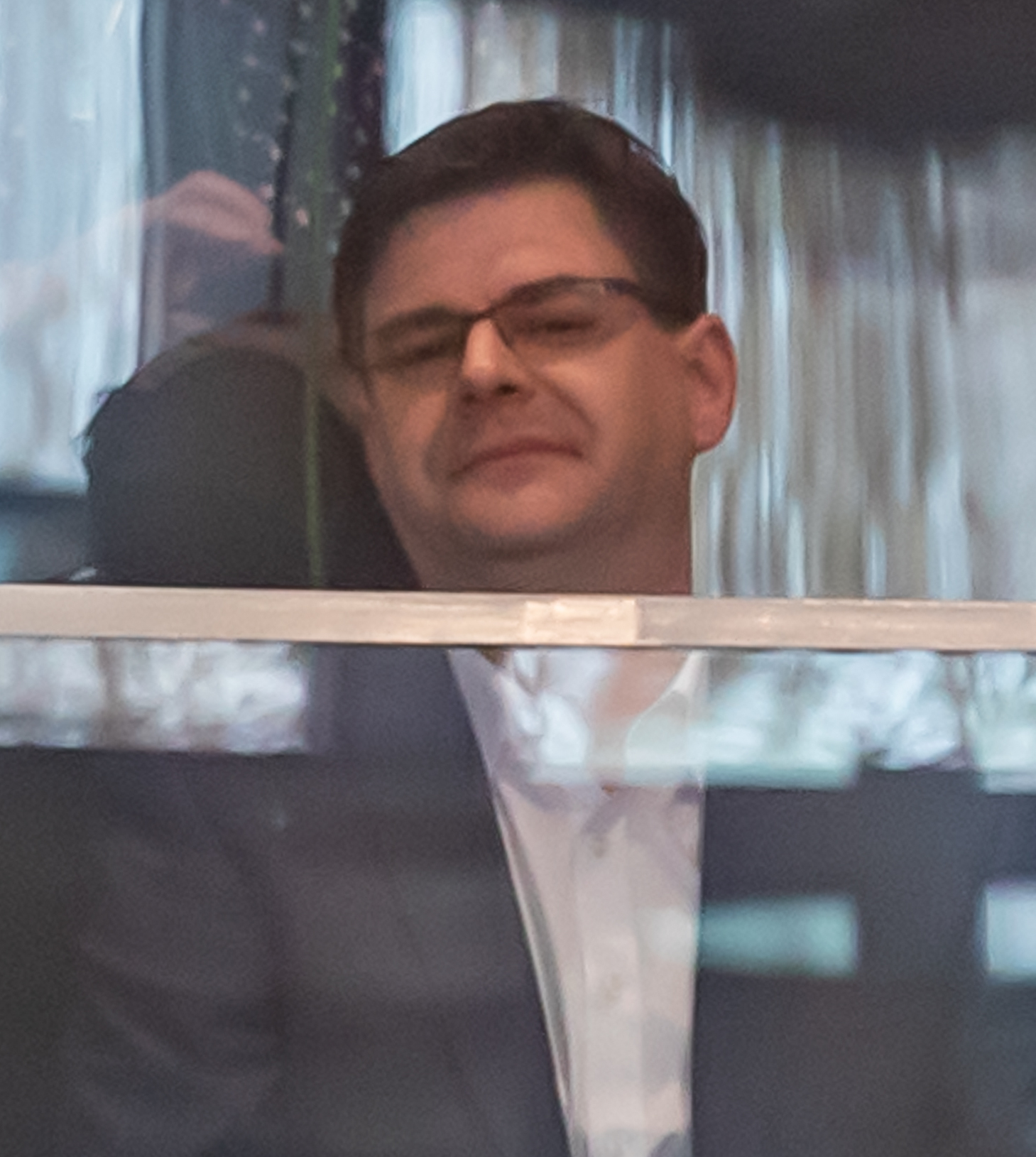
Christoph Kindervater
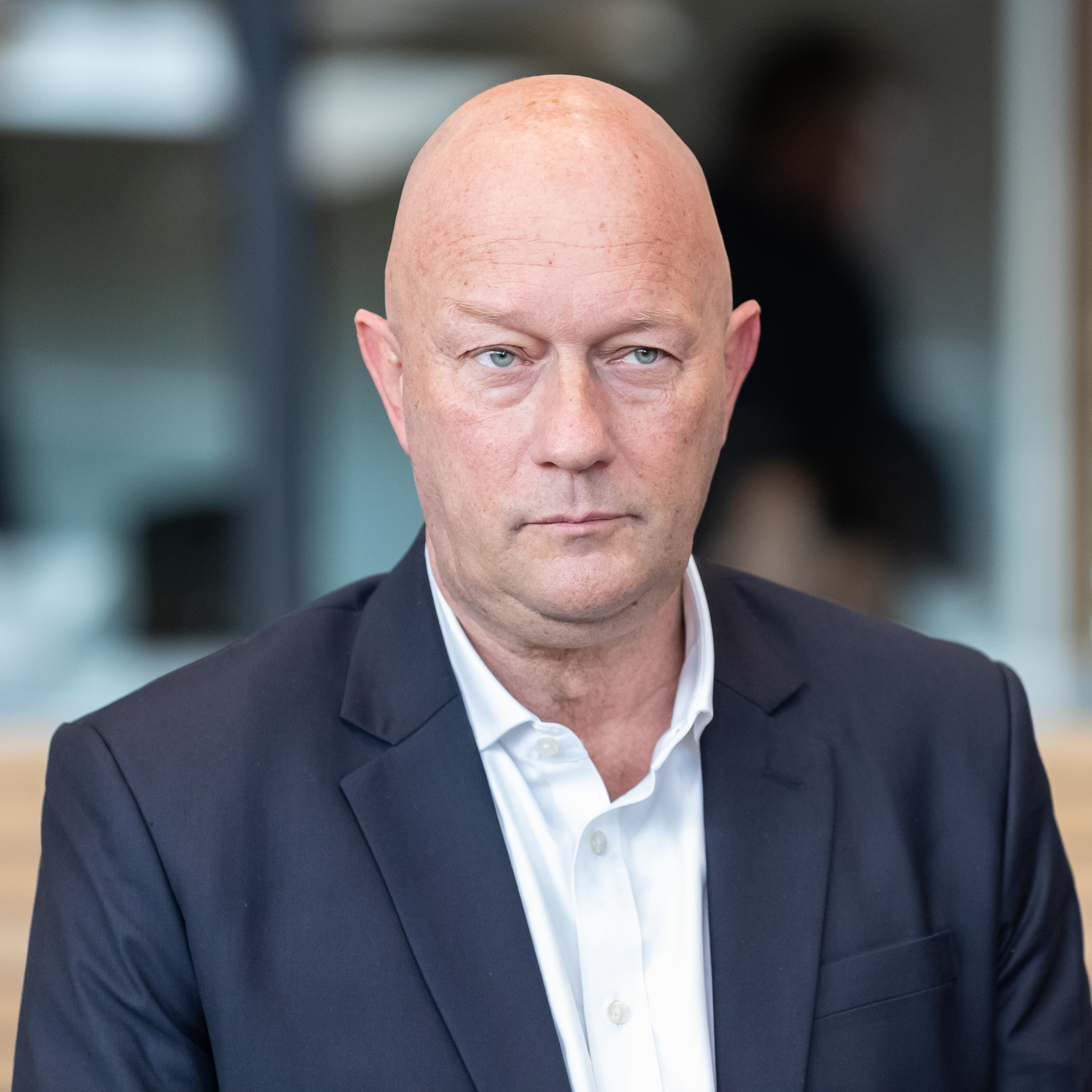
Thomas Kemmerich (im dritten Wahlgang angetreten)

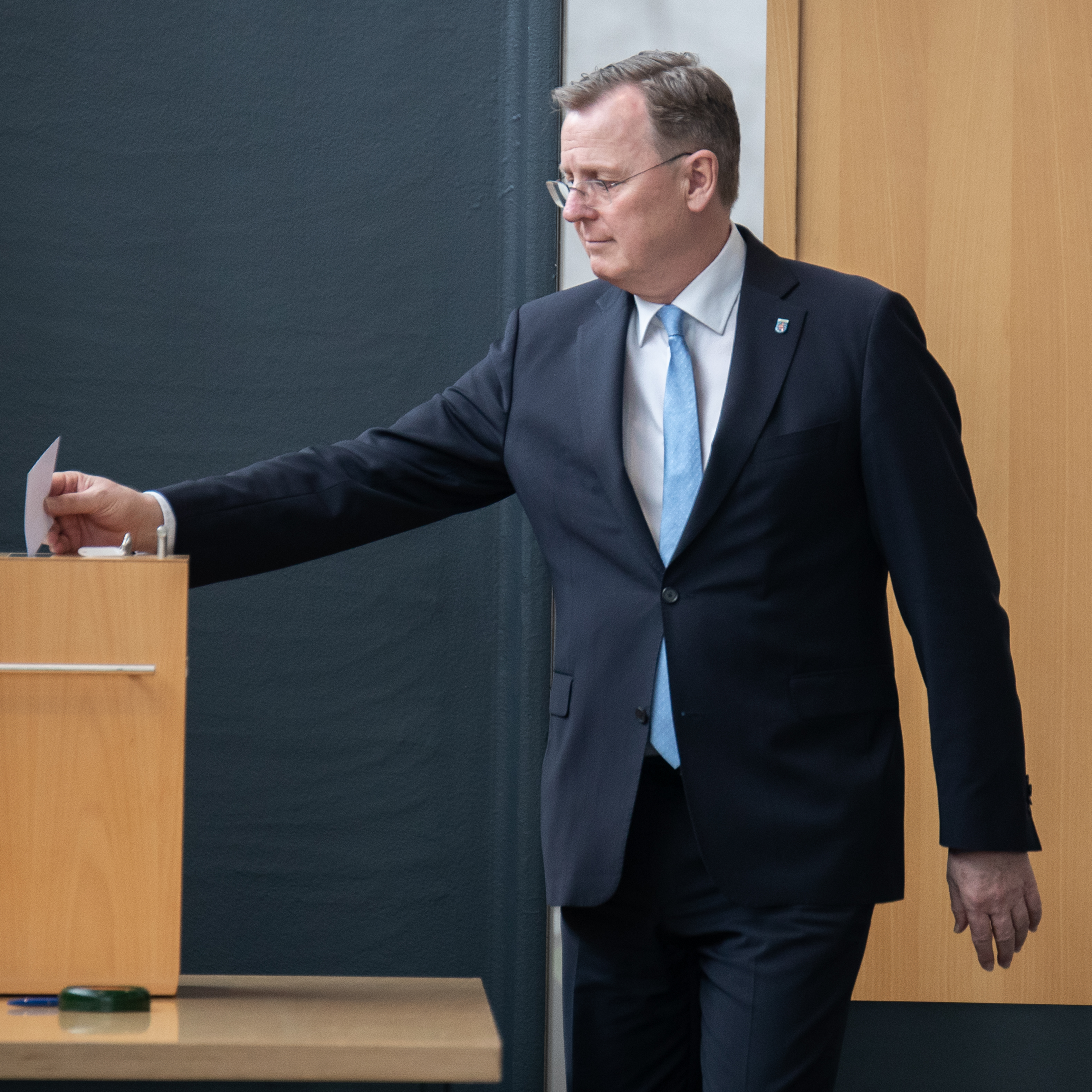
Bodo Ramelow
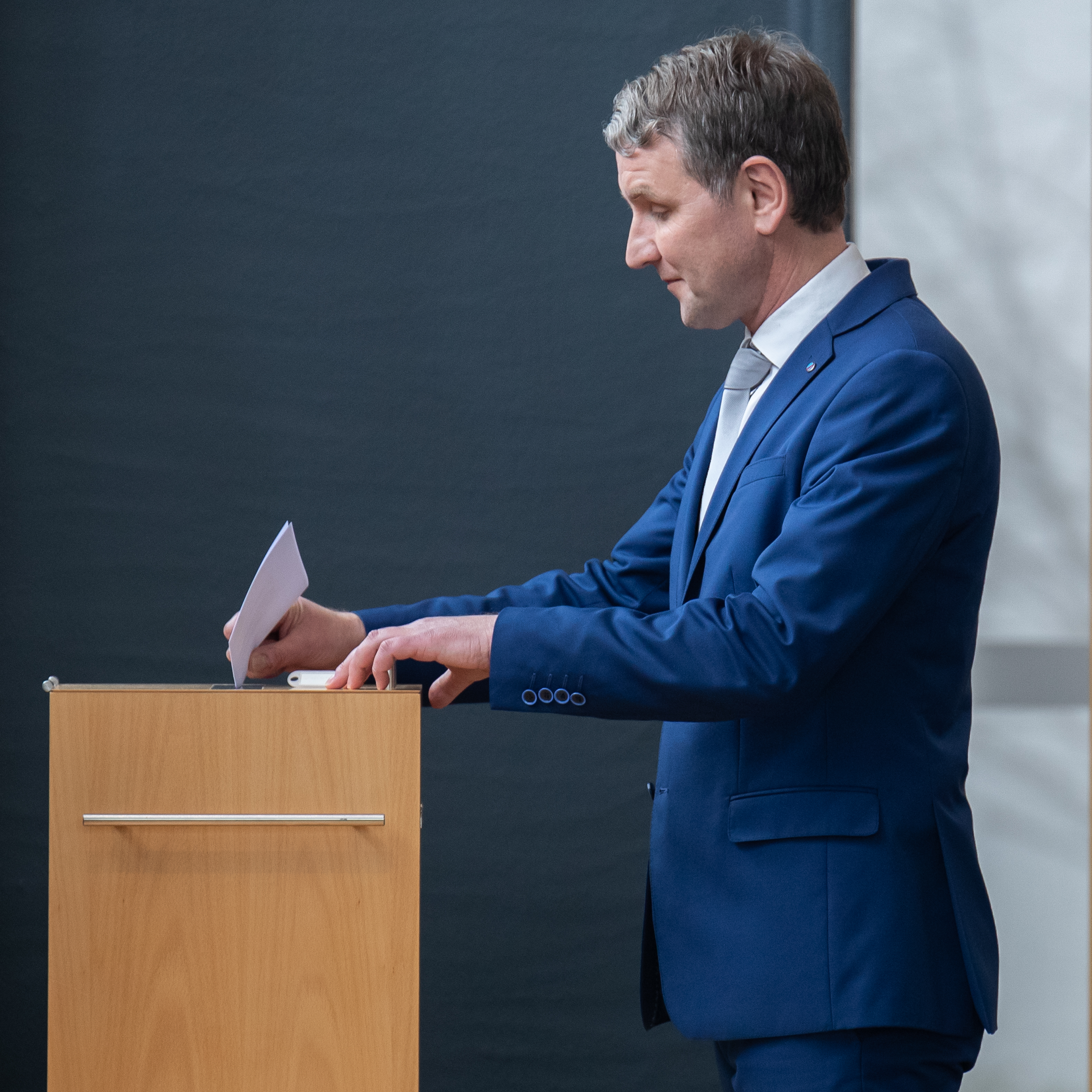
Björn Höcke (im dritten Wahlgang zurückgezogen)

Linke, SPD und Grüne stellten den bisherigen Ministerpräsidenten Bodo Ramelow als Kandidaten auf.
Die AfD-Fraktion schlug mit Christoph Kindervater einen weitgehend unbekannten Kandidaten vor. Der Bürgermeister von Sundhausen hatte sich zuvor mit einem Schreiben an die Abgeordneten der CDU, der FDP und der AfD für die Kandidatur um das Amt des Ministerpräsidenten in Thüringen ins Spiel gebracht. Er hatte noch 2019 auf der CDU-Liste für den Kreistag des Unstrut-Hainich-Kreises kandidiert und bezeichnete sich selbst als Unterstützer des Vereins Werteunion.
Die FDP-Fraktion entschied sich dafür, ihren Fraktions- und Landesvorsitzenden Thomas Kemmerich im dritten Wahlgang antreten zu lassen, falls also Bodo Ramelow zuvor zweimal durchgefallen sei. Eigenen Angaben zufolge war dies eher als symbolische Kandidatur gedacht, um eine „bürgerliche Alternative“ zu den beiden Kandidaten von links und rechts anzubieten. Allerdings wollte man nur dann antreten, falls auch die AfD einen eigenen Kandidaten ins Rennen schicke, um zu verhindern, dass man Stimmen von Seiten der AfD erhalte, weil man davon ausging, dass diese ihren eigenen Kandidaten wählen würde. Am Tag nach der Wahl räumte Kemmerich in einem Interview im heute journal ein, dass man jedoch mit dem gegenteiligen Fall hätte rechnen müssen. Eine Zusammenarbeit oder Absprache mit der AfD wurde von der FDP allerdings zu jedem Zeitpunkt ausgeschlossen. Gleichzeitig gab es keinen Plan für die nächsten Schritte in der Aufstellung einer Regierung.
In der Tagespresse wurde in den Tagen vor der Wahl teilweise die Möglichkeit diskutiert, „dass ein Bewerber von CDU oder FDP im dritten Wahlgang mit Unterstützung der AfD gewinnt“. Der Thüringer SPD-Landesvorsitzende Wolfgang Tiefensee warnte am Tag vor der Wahl gegenüber der Mitteldeutschen Zeitung vor einem solchen „Dammbruch“, der „ein schwerer Schaden für die Demokratie“ wäre und als solcher „weit über Deutschland hinaus ausstrahlen“ würde. In der FDP-Bundestagsfraktion wurde vor der Wahl kurz über die Lage in Thüringen gesprochen und vonseiten Christian Lindners wohl auch davor gewarnt, auf Stimmen der AfD angewiesen zu sein, jedoch verwies der Vertreter der FDP Thüringen darauf, dass dies eine interne Angelegenheit sei. Zudem hatte eigenen Angaben zufolge auch hier keiner damit gerechnet, dass die AfD ihren eigenen Kandidaten nicht wählen würde. Laut Medienberichten hatte jedoch die CDU-Bundesvorsitzende Annegret Kramp-Karrenbauer Landeschef Mohring und Lindner darum gebeten, dass Kemmerich nicht antritt.

### Wahl Kemmerichs zum Ministerpräsidenten

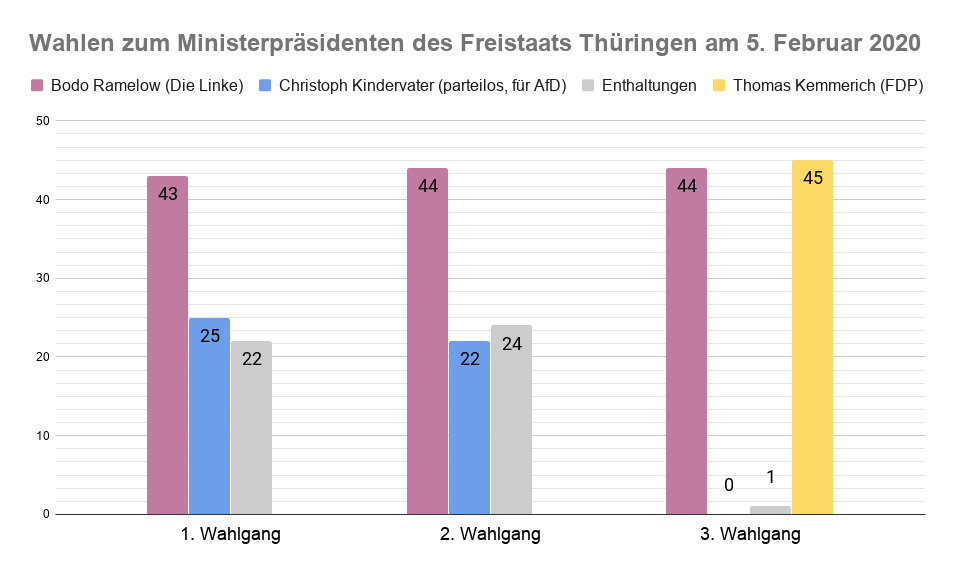
Stimmergebnisse der drei Wahlgänge zur Wahl des Ministerpräsidenten

Die Thüringer Verfassung sieht vor, dass in den ersten beiden Wahlgängen Ministerpräsident wird, wer von der absoluten Mehrheit der Mitglieder des Landtags gewählt wird. Gelingt dies nicht, kommt es zum dritten Wahlgang. In diesem gilt der Bewerber mit den meisten Stimmen als gewählt. Ob dabei auch ein Ministerpräsident mit weniger Ja-Stimmen als Nein-Stimmen gewählt werden kann, ist umstritten.
Im ersten Wahlgang erzielte Bodo Ramelow 43 Stimmen und damit eine Stimme mehr, als Linke, SPD und Grüne gemeinsam an Sitzen hatten. Christoph Kindervater erhielt 25 Stimmen und damit mindestens drei Stimmen von außerhalb der AfD. 22 Abgeordnete enthielten sich. Damit wurde ein zweiter Wahlgang notwendig, da beide Kandidaten die absolute Mehrheit von 46 Stimmen verfehlt hatten. Im zweiten Wahlgang entfielen auf Ramelow 44 Stimmen und auf Kindervater 22 Stimmen, was genau der Zahl der Abgeordneten der AfD entsprach. 24 Abgeordnete enthielten sich der Stimme.

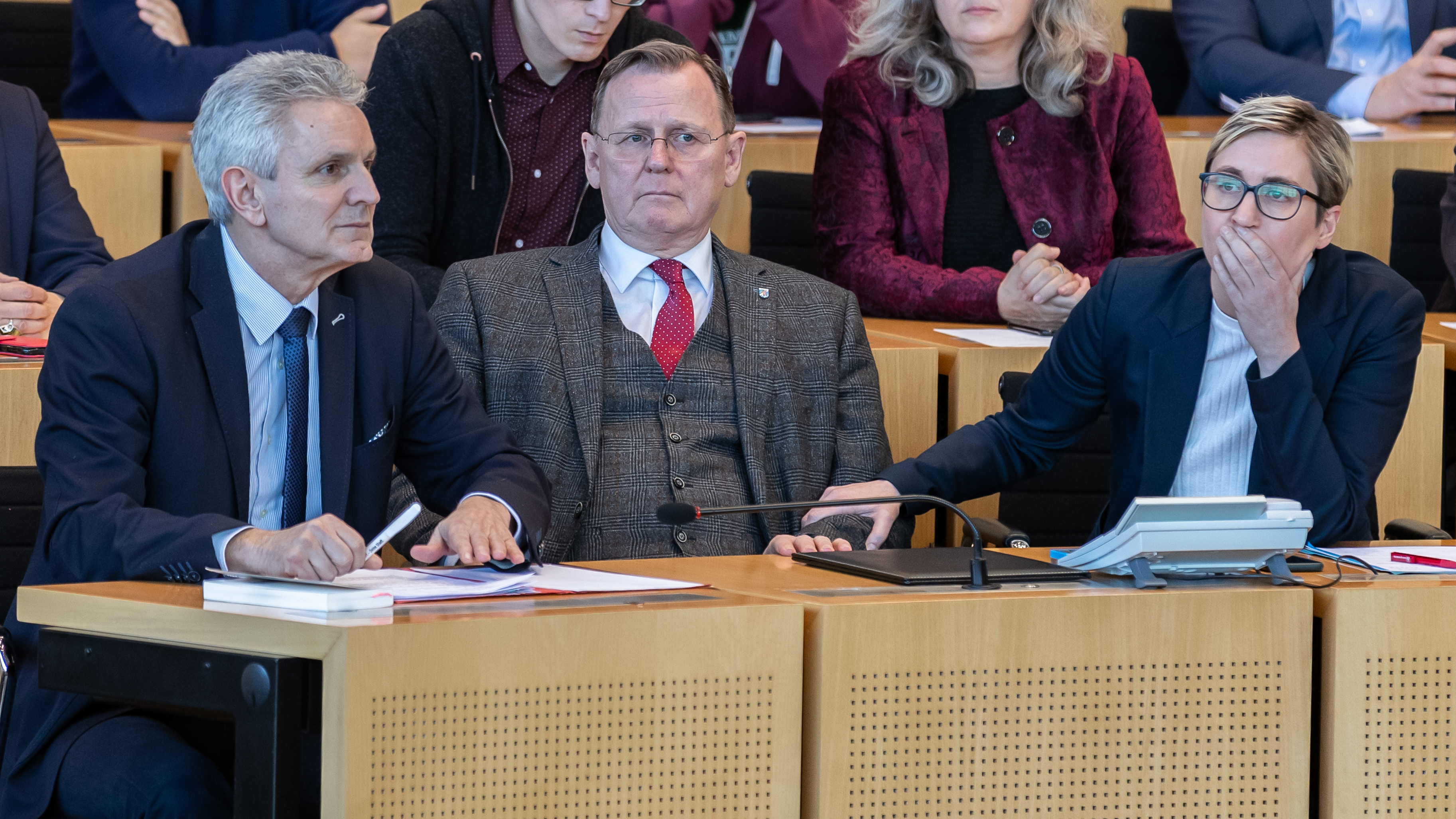
André Blechschmidt, Bodo Ramelow und Susanne Hennig-Wellsow bei der Verkündung des Ergebnisses des 3. Wahlgangs am 5. Februar 2020.

Für den somit nötigen dritten Wahlgang hielt die AfD-Fraktion an der Kandidatur Kindervaters fest, und zusätzlich wurde, wie für diesen Fall angekündigt, von der FDP-Fraktion Thomas Kemmerich aufgestellt. Kemmerich erhielt 45, Bodo Ramelow 44 und Kindervater 0 Stimmen, ein Abgeordneter enthielt sich. Kemmerich war damit zum neuen Thüringer Ministerpräsidenten gewählt. Das Ergebnis der geheimen Abstimmung legte nahe, dass die AfD trotz Aufrechterhaltung der Kandidatur von Kindervater offenbar geschlossen für Kemmerich gestimmt hatte, gemeinsam mit den meisten Abgeordneten von FDP und CDU. Dieses taktische Vorgehen bestätigte die AfD später auch.

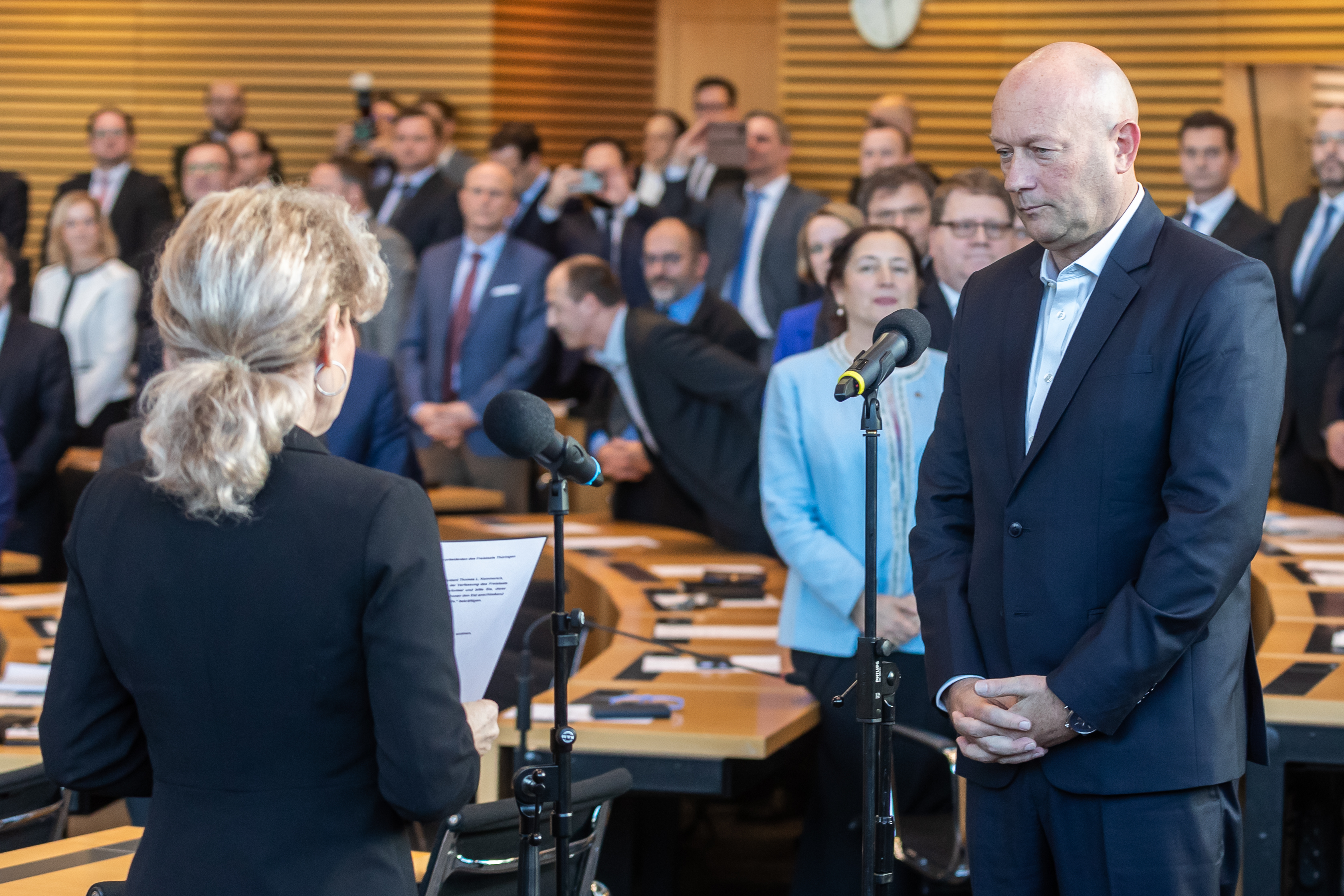
Ministerpräsident Thomas Kemmerich (r.) bei der Vereidigung durch Landtagspräsidentin Birgit Keller (l.) am 5. Februar 2020.

Kemmerich nahm die Wahl ohne Bedenkzeit an und wurde daraufhin vereidigt. Damit war er nach Reinhold Maier der zweite gewählte FDP-Ministerpräsident eines Landes in der Geschichte der Bundesrepublik Deutschland, aber zugleich der erste Ministerpräsident überhaupt, der aus den Reihen der kleinsten Landtagsfraktion stammt und für seine Wahl auf Stimmen der AfD angewiesen war. Wahlrechtlich lief die Wahl des Ministerpräsidenten zwar formal fehlerlos ab; zwischen den Unionsparteien und der FDP einerseits und den Linken, der SPD und Grünen andererseits hatte jedoch in Thüringen, wie auch deutschlandweit, der Konsens bestanden, keine Koalition mit der in Thüringen von Björn Höcke geführten AfD einzugehen.
Direkt nach der Wahl schloss Kemmerich erneut jede Zusammenarbeit mit der AfD aus und bot stattdessen CDU, SPD und Grünen an, gemeinsam ein überparteiliches Kabinett zu bilden. Diese wiesen das jedoch sofort zurück. Stattdessen stellte die bisherige rot-rot-grüne Koalition ihm ein Ultimatum zum Rücktritt. Selbst gemeinsam mit CDU, SPD und Grünen hätte die FDP ohnehin nur über 39 der 90 Sitze im Landtag verfügt. Kemmerich verzichtete auf die anschließend vorgesehene Ernennung von Ministern und beantragte im Namen der FDP-Fraktion die Vertagung der Landtagssitzung auf unbestimmte Zeit. Dem wurde mit den Stimmen von AfD, CDU und FDP, gegen die Stimmen von Linkspartei, SPD und Grünen, stattgegeben.

### Führung der Regierungsgeschäfte
Die Minister des geschäftsführenden Kabinetts Ramelow schieden mit dem Amtsantritt Kemmerichs aus ihren Ämtern. Da Kemmerich keine neuen Minister ernannte, war er das einzige Mitglied der Landesregierung. Die Ministerien wurden interimistisch von den unter Ramelow ernannten Staatssekretären geleitet, Kabinettssitzungen gab es nicht.
Es wurden keine Mitglieder für den Bundesrat benannt, bei einer Sitzung des Bundesrats war kein Vertreter Thüringens anwesend. Den Vorsitz der Innenministerkonferenz, den seit Anfang 2020 der Thüringer Innenminister Georg Maier innehatte, übernahm übergangsweise wieder der vorhergehende Vorsitzende Hans-Joachim Grote (Innenminister von Schleswig-Holstein).
Nach Einschätzung der Staatsrechtler Michael Meier und Robert Wille, wissenschaftliche Mitarbeiter der Universität Potsdam, und Matthias Friehe, Professor für Staats- und Verwaltungsrecht an der EBS Universität, waren die Minister der Regierung Ramelow juristisch gesehen weiterhin geschäftsführend im Amt, da die Thüringer Landesverfassung vorsehe, dass Minister ihre Geschäfte bis zum Amtsantritt der Nachfolger fortführen.
| Ministerien                                                                  | Staatssekretäre                                                                                              |
| ---------------------------------------------------------------------------- | --- |
| Thüringer Staatskanzlei                                                      | Babette Winter Kultur und Europa Malte Krückels Medien; Bevollmächtigter des Freistaates Thüringen beim Bund |
| Thüringer Ministerium für Inneres und Kommunales                             | Udo Götze Uwe Höhn                                                                                           |
| Thüringer Ministerium für Bildung, Jugend und Sport                          | Gabi Ohler                                                                                                   |
| Thüringer Ministerium für Migration, Justiz und Verbraucherschutz            | Sebastian von Ammon                                                                                          |
| Thüringer Finanzministerium                                                  | Hartmut Schubert                                                                                             |
| Thüringer Ministerium für Wirtschaft, Wissenschaft und digitale Gesellschaft | Markus Hoppe Wissenschaft und Hochschulen; Amtschef Valentina Kerst Wirtschaft und Digitale Gesellschaft     |
| Thüringer Ministerium für Arbeit, Soziales, Gesundheit, Frauen und Familie   | Ines Feierabend                                                                                              |
| Thüringer Ministerium für Umwelt, Energie und Naturschutz                    | Olaf Möller                                                                                                  |
| Thüringer Ministerium für Infrastruktur und Landwirtschaft                   | Klaus Sühl                                                                                                   |

### Rezeption

#### Politiker

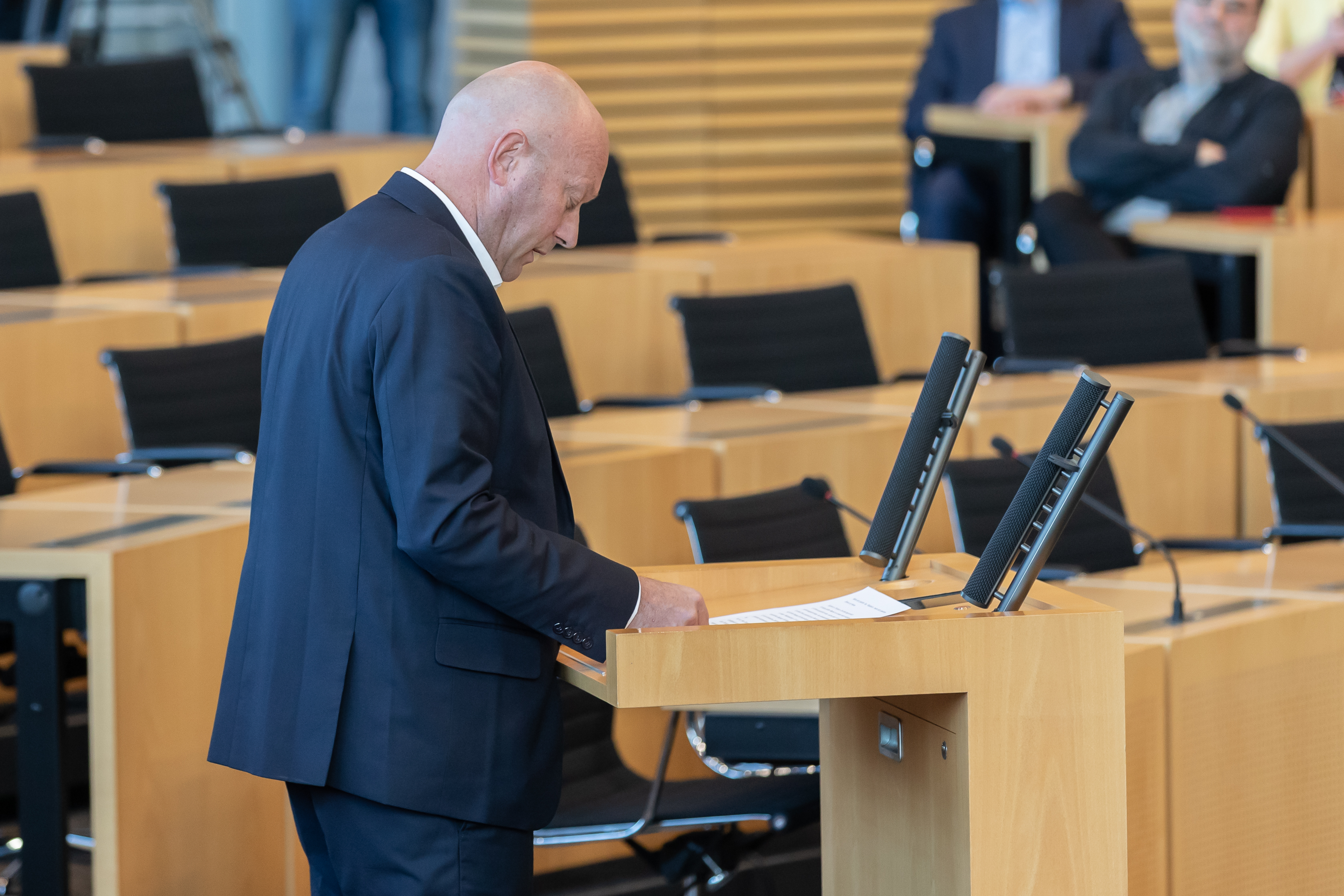
Thomas Kemmerich bei seiner Antrittsrede am 5. Februar 2020.

Nach der Vereidigung verweigerte die Landes- und Fraktionsvorsitzende der Linken, Susanne Hennig-Wellsow, Thomas Kemmerich bei der Gratulation den Handschlag und warf ihm den für Ramelow vorgesehenen Blumenstrauß vor die Füße. Im Saal kamen bei seiner Antrittsrede vonseiten der Linken Zwischenrufe wie „Scharlatan!“ und „Heuchler!“, während sich vor dem Parlamentsgebäude und vor der FDP-Parteizentrale in Berlin spontan Demonstranten versammelten.

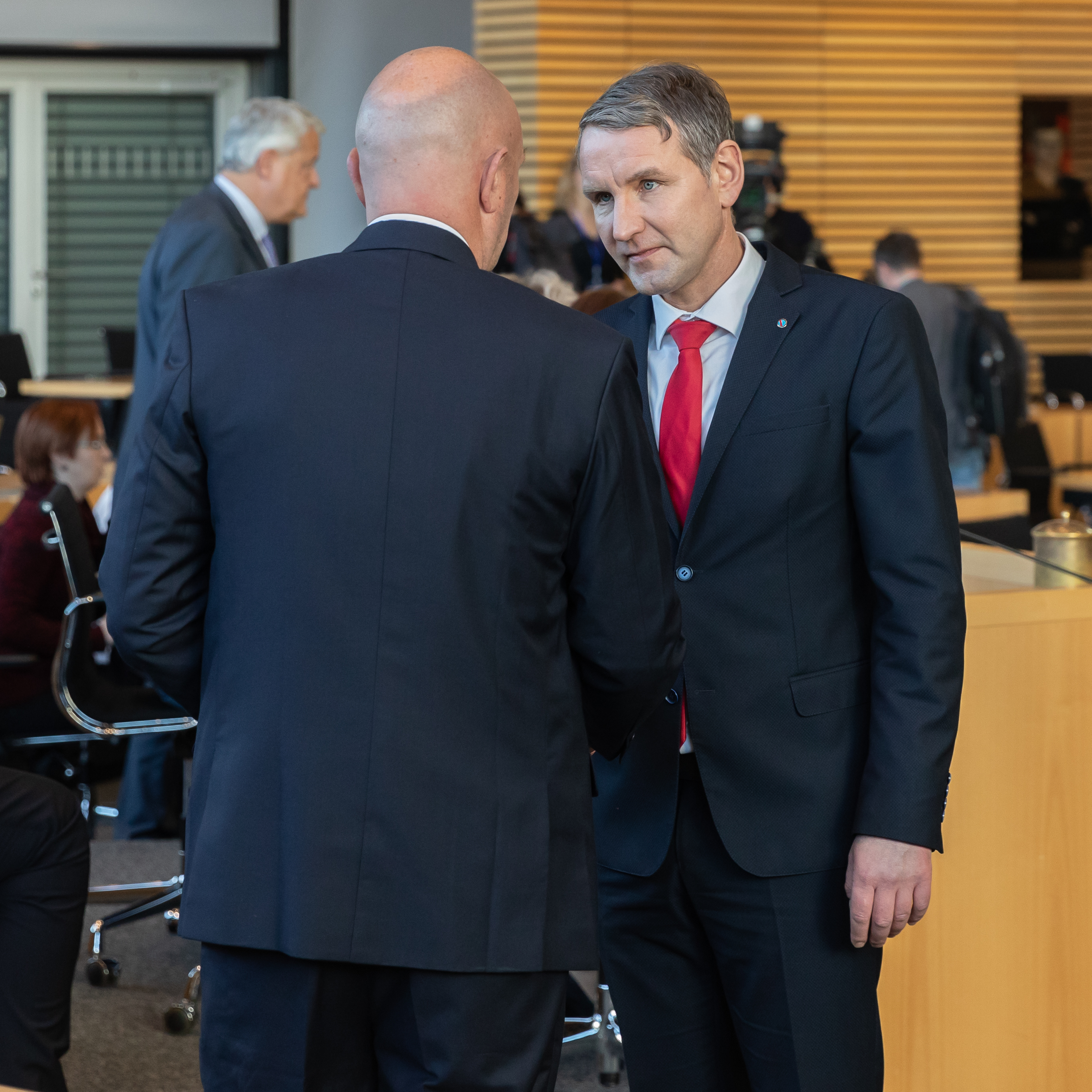
Björn Höcke (r.) gratuliert Thomas Kemmerich (l.) zur Wahl am 5. Februar 2020.

Ramelow setzte am Tage seiner Abwahl einen Tweet ab, in dem er Parallelen zur Bildung der Baum-Frick-Regierung in Thüringen 1930 zog. Dieser Tweet wurde kontrovers aufgenommenen, da er durch je ein Foto von der Gratulation Björn Höckes gegenüber Kemmerich und von der Verneigung Adolf Hitlers vor Reichspräsident von Hindenburg am sogenannten Tag von Potsdam 1933 illustriert war, und wurde nach einigen Tagen gelöscht.
Der Landessprecher der AfD Thüringen, Stefan Möller, sagte zum Ablauf der Wahl: „Das war ja auch Sinn der ganzen Strategie. Wir haben also versucht, Herrn Kemmerich als Gegenkandidaten überhaupt aufs Podium zu locken. Das hat er auch gemacht. Und dann haben wir ihn planmäßig gewählt.“
Außerhalb Thüringens stieß Kemmerichs Wahl zunächst vor allem bei der AfD, dem konservativen Verein Werteunion und Teilen der FDP spontan auf Zustimmung. Zunächst äußerte sich der stellvertretende FDP-Bundesvorsitzende Wolfgang Kubicki gegenüber der Deutschen Presse-Agentur hocherfreut, dass „ein Kandidat der demokratischen Mitte“ gesiegt habe. Er sehe darin die Chance, „eine vernünftige Politik für Thüringen voranzutreiben“. Der FDP-Parteivorsitzende Christian Lindner erklärte noch am selben Abend: „Wer […] unsere Kandidaten in einer geheimen Wahl unterstützt, liegt nicht in unserer Macht.“ Der damalige AfD-Bundessprecher Jörg Meuthen schrieb, das Ergebnis sei der „erste Mosaikstein der politischen Wende in Deutschland“. Volker Wissing, Mitglied des FDP-Bundesvorstands, hatte Kemmerichs Kandidatur verteidigt und als „honorig“ bezeichnet.
Das Wahlergebnis und Kemmerichs Annahme der Wahl sorgten jedoch sehr bald bundesweit für erhebliches Aufsehen und für Kritik von Spitzenpolitikern auch der FDP. Aktuelle und ehemalige führende FDP-Politiker wie Gerhart Baum, Marie-Agnes Strack-Zimmermann, Alexander Lambsdorff, Joachim Stamp und Katja Suding forderten seinen sofortigen Rücktritt. Auch Christian Lindner forderte ihn, nach anfänglichem Zögern, schließlich zum Rücktritt auf und bezeichnete es als einen Fehler, „eine Wahl unter diesen Bedingungen angenommen zu haben“. Er betonte, dass es mit der FDP „keine angestrebte und verhandelte, aber auch nicht unfallweise, aus Versehene [sic!] Kooperation mit der AfD geben“ werde. Die Spitzenkandidatin der FDP Hamburg, Anna von Treuenfels, sprach vor der Bürgerschaftswahl in Hamburg 2020 zur Wahl Kemmerichs: „Thomas Kemmerich hätte die Wahl nicht annehmen dürfen.“
Die CDU-Chefin Annegret Kramp-Karrenbauer sagte, eine Zusammenarbeit mit Kemmerich sei ein Verstoß gegen die Parteilinie, die jede Kooperation mit der AfD ausschließe, da er ohne deren Stimmen nicht in das Amt gekommen wäre. Auch Bundeskanzlerin Angela Merkel sprach im Zusammenhang mit der Wahl Kemmerichs von einem „unverzeihlichen Vorgang“, der rückgängig gemacht werden müsse. Ähnlich äußerten sich der CSU-Vorsitzende Markus Söder, der die Wahl „inakzeptabel“ nannte, und der SPD-Chef Norbert Walter-Borjans, der sie als „Skandal erster Güte“ bezeichnete. Die Grünen-Vorsitzende Annalena Baerbock forderte Kemmerich zum sofortigen Rücktritt auf und Linken-Parteichef Bernd Riexinger sprach, wie auch viele politische Kommentatoren, von einem „Dammbruch“.
Die Reaktionen der Thüringer CDU-Landtags-Abgeordneten fielen sehr unterschiedlich aus. Die meisten gaben auf die ihnen von der Zeit vorgelegte Frage „Warum haben Sie das gemacht?“ nachträglich an, ihre Stimme Kemmerich als „Kandidaten der Mitte“ gegeben, aber nicht damit gerechnet zu haben, „dass die AfD derart kaltblütig den eigenen Kandidaten opfert“ – so Raymond Walk. Beate Meißner sagte: „Ich kann nicht sagen, dass ich über die Wahl Kemmerichs glücklich wäre. Es war für mich aber nicht zu erwarten, dass die AfD sich so verhält. Weder hätte ich denen so viel Perfidität im Parlament zugetraut, einen Kandidaten zum Schein aufzustellen, noch hätte ich geglaubt, dass sie so geschlossen agieren. Wahrscheinlich gilt da das Führerprinzip.“
Andere CDU-Abgeordnete wie Jörg Kellner und Michael Heym bedauern im Nachhinein weder, dass sie Kemmerich gewählt haben, noch dass dieser die Wahl angenommen hat, sondern beklagen seinen Rücktritt, für den sie den Druck aus der Bundespolitik verantwortlich machen. Martin Henkel äußerte, die Hoffnung gehabt zu haben, „über die Ministerpräsidentenwahl ein Bündnis aus CDU, FDP und SPD zu ermöglichen“. Demgegenüber stehen einige wenige, die für sich in Anspruch nahmen, vor dem Wahlausgang gewarnt zu haben – neben dem Fraktionsvorsitzenden Mike Mohring vor allem Thadäus König, aber auch Thomas Gottweiss.
Der frühere Ministerpräsident von Thüringen, Dieter Althaus (CDU), kritisierte das Verhalten seiner Partei scharf und bezichtigte sie des „politische[n] Dilettantismus“. Der Verein Werteunion, dessen Mitgliedszahlen laut eigenen Angaben nach der Wahl Kemmerichs stark anstiegen, gratulierte ihm zu seinem Wahlsieg, woraufhin in der CDU Forderungen nach einem Unvereinbarkeitsbeschluss mit einer Mitgliedschaft in der Werteunion laut wurden. Der Bundesvorsitzende der Werteunion Alexander Mitsch bezeichnete es daraufhin als Skandal, dass „in der Partei von Konrad Adenauer und Helmut Kohl einige Mitglieder lieber einen Linken als Ministerpräsidenten wollen anstatt einen FDP-Politiker“.
Der frühere belgische Ministerpräsident und Vorsitzende der liberalen Fraktion im EU-Parlament Guy Verhofstadt bezeichnete die Wahl als „inakzeptabel“.
Der Bundestagspräsident Wolfgang Schäuble (CDU) kritisierte die Vorgänge in Erfurt und die Reaktion der Bundespolitik auf die Ministerpräsidentenwahl. „Die Art, wie mit Wahlen, wie mit gewählten Abgeordneten, mit der Wahl eines Ministerpräsidenten, also eines Verfassungsorgans, umgegangen worden ist, das ist nicht angemessen in unserer parlamentarischen Demokratie. Die Demokratie lebt davon, dass wir die Verfahren und die Institutionen respektieren, das gilt für alle, und dagegen ist in Erfurt vielfältig verstoßen worden.“
Die Ministerpräsidentin von Rheinland-Pfalz, Malu Dreyer (SPD), sprach von einem traurigen Tag anlässlich der Wahl Kemmerichs: „CDU und FDP in Thüringen haben heute einer rechtsextremen Partei an die Macht verholfen. Das ist mehr als ein Tabu-Bruch. Das gefährdet unsere Demokratie. Jetzt müssen die wehrhaften Demokraten in den Bundesparteien von CDU und FDP Farbe bekennen, wenn sie nicht Marionetten in der Hand der AfD sein wollen.“ Auch der hessische Ministerpräsident Volker Bouffier (CDU) akzeptierte die Wahl Kemmerichs nicht: „Wir halten die Verhältnisse in Thüringen für nicht erträglich. Das Land braucht eine stabile Regierung, ohne Einfluss der AfD. Der beste Weg dazu sind Neuwahlen.“
Der Ministerpräsident von Nordrhein-Westfalen, Armin Laschet (CDU), kritisierte die Wahl: „Niemals darf sich ein Regierungschef von Extremisten, auch nicht in schwierigen Mehrheitssituationen, auch nicht zufällig, wählen lassen.“ Der Ministerpräsident von Niedersachsen Stephan Weil (SPD), die Bundesvorsitzende der SPD Saskia Esken und deren Generalsekretär Lars Klingbeil bezeichnen die Wahl Kemmerichs als „abgekartetes Spiel“.
Die Staatsministerin und Beauftragte der Bundesregierung für Digitalisierung Dorothee Bär (CSU) hatte Kemmerich zur Wahl des Ministerpräsidenten in einem Tweet gratuliert, löschte diesen jedoch später und bezeichnete ihn als Fehler.
Auch der Beauftragte der Bundesregierung für Ostdeutschland Christian Hirte (CDU) hatte Kemmerich zur Wahl per Twitter gratuliert und nannte ihn „Kandidat der Mitte“. Die SPD kritisierte Hirtes Äußerung und forderte seinen Rücktritt.
CDU-Generalsekretär Paul Ziemiak kritisierte die Wahl Kemmerichs scharf und sagte „das Beste wären Neuwahlen“.
Bundespräsident Frank-Walter Steinmeier (SPD) verurteilte das Verhalten der AfD in Thüringen: Die Wahl des Ministerpräsidenten sei „missbraucht“ worden.

#### Politikwissenschaftler und Historiker
Der Politikwissenschaftler André Brodocz sagte, die FDP „als Verteidigerin der Bürgerrechte, als Verteidigerin von Minderheiten öffnet sich an dieser Stelle für die Kooperation mit einer Partei, die dort andere Vorstellungen hat“. Sich darauf zurückzuziehen, bei einer geheimen Wahl wisse man nicht, wer mitgewählt habe, und nicht zu erkennen, dass das „auch eine Form von Kooperation“ sei, erscheine „entweder politisch naiv oder eben völlig unwissend“. Laut dem Politikwissenschaftler Michael Koß sind die Vorgänge ein „Fall von Republikflucht“. Die Ausgrenzung totalitärer oder extremistischer Kräfte sei „Geschäftsgrundlage der Bundesrepublik“ gewesen. Auf Bundesebene habe die FDP lieber nicht regiert, als falsch zu regieren, und jetzt nehme sie billigend in Kauf, von der „Höcke-AfD“ gewählt zu werden. Die CDU habe sich „skeptisch“ gegenüber einer Zusammenarbeit mit der Linken gezeigt, jetzt kooperiere sie „zumindest indirekt“ mit der AfD. Die Rolle der AfD werde mit diesem „Coup“ deutlich aufgewertet, äußerte der Politikwissenschaftler Uwe Jun. Der Historiker Norbert Frei kritisierte die „Leichtfertigkeit“ Kemmerichs, mit der dieser sich in die Gefahr begeben habe, von „erklärten Antidemokraten“ gewählt zu werden, als „Skandal“. Herfried Münkler sah eine „Krise des politischen Personals“ und attestierte CDU und FDP entweder „eine doch beachtliche Skrupellosigkeit“ oder aber „handwerkliche Naivität“: „Das zeigt schon, dass hier wir es mit Leuten zu tun haben, die weder in taktischer, noch in strategischer Hinsicht wirklichen Aufgaben gewachsen sind.“
Der Politikwissenschaftler Hajo Funke hielt die Vorgänge zwar für einen „Tabubruch“, sah jedoch keinen „Dammbruch“; aufgrund der empörten Reaktionen vieler Menschen sei der Damm eher noch höher geworden. Von „einer Machtperspektive“, so Funke, habe sich „die AfD damit noch weiter entfernt“. Dem Historiker Volker Weiß zufolge irritierten auf den ersten Blick die AfD-Stimmen für einen FDP-Ministerpräsidenten, jedoch versuche Höcke einen „Imagewechsel“ und wolle „sich als seriöser Partner andienen“. Zu den Debatten um eine mögliche Tolerierung einer Regierung durch die AfD meinte der Politikwissenschaftler Albrecht von Lucke, dass die Union damit genau einer „Verbürgerlichungsstrategie“ der AfD Vorschub leiste. Dadurch werde „die zunehmende Radikalisierung der Partei glänzend kaschiert“. Der Historiker Winfried Süß nannte die Vorgänge „verheerend“ und das Verhalten Kemmerichs „geschichtsvergessen“. Die starke politische Polarisierung erinnere an die Verhältnisse gegen Ende der Weimarer Republik. Die demokratische Schutzmauer sei beschädigt worden, Dämme ließen sich jedoch „auch wieder schließen“ und das „politische Schmutzwasser“ lasse sich „herauspumpen“.
Der Jenaer Politikwissenschaftler Torsten Oppelland sah die Wahl hingegen als weitestgehend unproblematisch. Er erklärte, eine Wahl durch die AfD müsse keine weitergehende Zusammenarbeit mit ihr bedeuten, und Grüne und SPD seien in der Pflicht, mit Kemmerich zusammenzuarbeiten. Der Dresdener Politikwissenschaftler Werner J. Patzelt wertete die Wahl Kemmerichs als einen Beleg für eine gescheiterte Strategie im Umgang mit der AfD und führte aus: „Die CDU zahlt jetzt den Preis für ihre Politik, den rechten Rand freigegeben zu haben.“ Laut dem Historiker Hannes Heer stellen die Ereignisse zwar einen „Wendepunkt innerhalb der Diskussion in der Bundesrepublik im Umgang mit Vergangenheit dar“, sind aber „nicht vergleichbar mit Weimar“. Diese Republik sei ungefestigt gewesen, es habe wirtschaftliche Krisen und eine „Nachkriegsgesellschaft mit Zehntausenden von bewaffneten hochmotivierten Freikorps-Männern“ gegeben. Er bescheinigte der CDU und FDP einen „wirklichen Abgrund von Dummheit“.

#### Journalisten
Journalisten bezeichneten Kemmerichs Wahl als „verantwortungslos“, als „politische Schande“, als „grenzenlosen Opportunismus“, „historischen Einschnitt“, aber auch als „Ausdruck demokratischer Normalität“. Laut Pascal Beucker war Kemmerichs Abgrenzung gegenüber der antidemokratischen Rechten „rein rhetorischer Natur“. Er sei ein Parteifunktionär, der „für eine Renaissance jener längst verdrängten stramm nationalliberalen Zeiten der FDP vor der sozialliberalen Wende Ende der 1960 Jahre“ stehe, und das bedeute „ideologisch weit offen nach rechts“.
Benedict Neff, Deutschland-Korrespondent der schweizerischen NZZ, sah dagegen keinen Grund, die Wahl moralisch zu verurteilen, und befand: „Das ist Demokratie.“
Vereinzelt wurde darauf hingewiesen, dass nicht nur Kemmerich das passende Konzept für den Umgang mit der AfD fehle, sondern auch anderen etablierten Parteien. Das eigentliche Ansinnen der AfD, so Guido Bohsem, sei „die Zerstörung des Etablierten“. Johannes Boie kommentierte: „Als einzige Partei hat nämlich die AfD ihr Ziel erreicht.“

#### Religionsvertreter
Josef Schuster, Präsident des Zentralrats der Juden, zeigte sich „entsetzt“ über die Wahl. Damit verlasse „die FDP den Konsens der demokratischen Parteien“. Christoph Heubner vom Internationalen Auschwitz Komitee sprach von einem „Damm- und Tabubruch in Deutschland“. Dass es „gerade dieser rechtsextremen Höcke-AfD so leicht gelungen ist, die demokratischen Parteien als konsensunfähig vorzuführen, ist ein politisches Desaster mit weitreichenden Folgen“, so Heubner. Ähnliche Kritik äußerten Bischöfe und leitende Geistliche der ostdeutschen evangelischen Landeskirchen, da es „aus christlicher Sicht […] keine Regierung unter Mitwirkung von Rechtsextremisten geben“ dürfe.

#### Demonstrationen
Bei Demonstrationen gegen die Wahl Kemmerichs am selben Tag, zu denen die Parteien Die Linke, SPD, die Grünen und andere Organisationen aufgerufen hatten, kamen mehrere tausend Personen in mindestens fünfzehn deutschen, davon sechs thüringischen Städten zusammen. Auch an den folgenden Tagen kam es zu Demonstrationen. Am 15. Februar 2020 gingen noch einmal zwischen 9.000 und 18.000 Menschen gegen die Wahl unter dem Motto „Nicht mit uns – Kein Pakt mit Faschist*innen“ in Erfurt auf die Straße.
Aufgrund der Ereignisse kam es zur Absage der „Regionalkonferenz Deutsche Nachhaltigkeitsstrategie 2020“ in Erfurt.
Nach seiner Wahl sah sich Kemmerich nach Angaben des FDP-Landesvorstands organisiertem „Hass in Form von Drohbriefen und Massenmails“ ausgesetzt. Eine „direkte und unmittelbare Bedrohungslage“ habe dazu geführt, dass neben dem üblichen persönlichen Schutz für den Ministerpräsidenten nun auch sein Wohnhaus und seine Kinder geschützt würden. Auch an zahlreichen anderen Orten bundesweit sahen sich FDP-Politiker infolge der Wahl massiven Bedrohungen und Angriffen ausgesetzt. Mehrere Parteizentralen der FDP wurden mit Parolen beschmiert und beschädigt. Teilweise musste Polizeischutz gewährt werden. Der Innenpolitiker Konstantin Kuhle sprach von einer „absolute[n] Eskalation“. Auch die NRW‐Zentrale der CDU in Düsseldorf wurde beschmiert.

### Rücktritt Kemmerichs als Ministerpräsident
Am 6. Februar 2020, dem Tag nach der Wahl, fuhr Christian Lindner nach Thüringen, um Thomas Kemmerich zum Rücktritt zu bewegen, woran er auch sein eigenes Amt als Parteivorsitzender knüpfte. Daraufhin kündigte Thomas Kemmerich noch am selben Tag in einer Pressekonferenz seinen Rückzug an. Die FDP-Fraktion gab bekannt, einen Antrag auf Auflösung des Parlaments nach Artikel 50 der Landesverfassung zu unterstützen. Sollte dieser Antrag nicht erfolgreich sein, kündigte Kemmerich eine Vertrauensfrage gemäß Artikel 74 der Landesverfassung an, die den Weg für eine Neuwahl freigemacht hätte.
Nachdem der Koalitionsausschuss der CDU, CSU und SPD im Bund in Absprache mit der FDP am 8. Februar 2020 darüber hinaus seinen sofortigen Rücktritt gefordert hatte, trat Kemmerich noch am selben Tag mit sofortiger Wirkung zurück. Er blieb jedoch bis zur Wahl eines neuen Ministerpräsidenten am 4. März 2020 geschäftsführend im Amt.
Kemmerich gab zudem bekannt, auf das ihm zustehende Gehalt als Ministerpräsident und das nach Beendigung der Amtszeit auszuzahlende Übergangsgeld zu verzichten. Dieses hätte insgesamt mindestens 93.000 Euro betragen. Falls dies nicht möglich sei, wolle er alles, was über seine Abgeordnetenbezüge hinausgehe, an Thüringer Organisationen spenden, etwa an die Vereinigung der Opfer des Stalinismus oder an die Stiftung zur Aufarbeitung der SED-Diktatur. Als Kritik laut wurde, dass in der erstgenannten Vereinigung auch ehemalige AfD-Mitglieder aktiv sind, zog er seine Ankündigung diesbezüglich zurück. Nach der erneuten Wahl Bodo Ramelows als Nachfolger stand fest, dass sich die gesamten Zahlungen (inklusive Übergangsgeld und Zahlung für den gesamten März) an Kemmerich auf etwa 110.000 Euro belaufen.

### Politische Konsequenzen

#### Bundes- und Landesebene der CDU

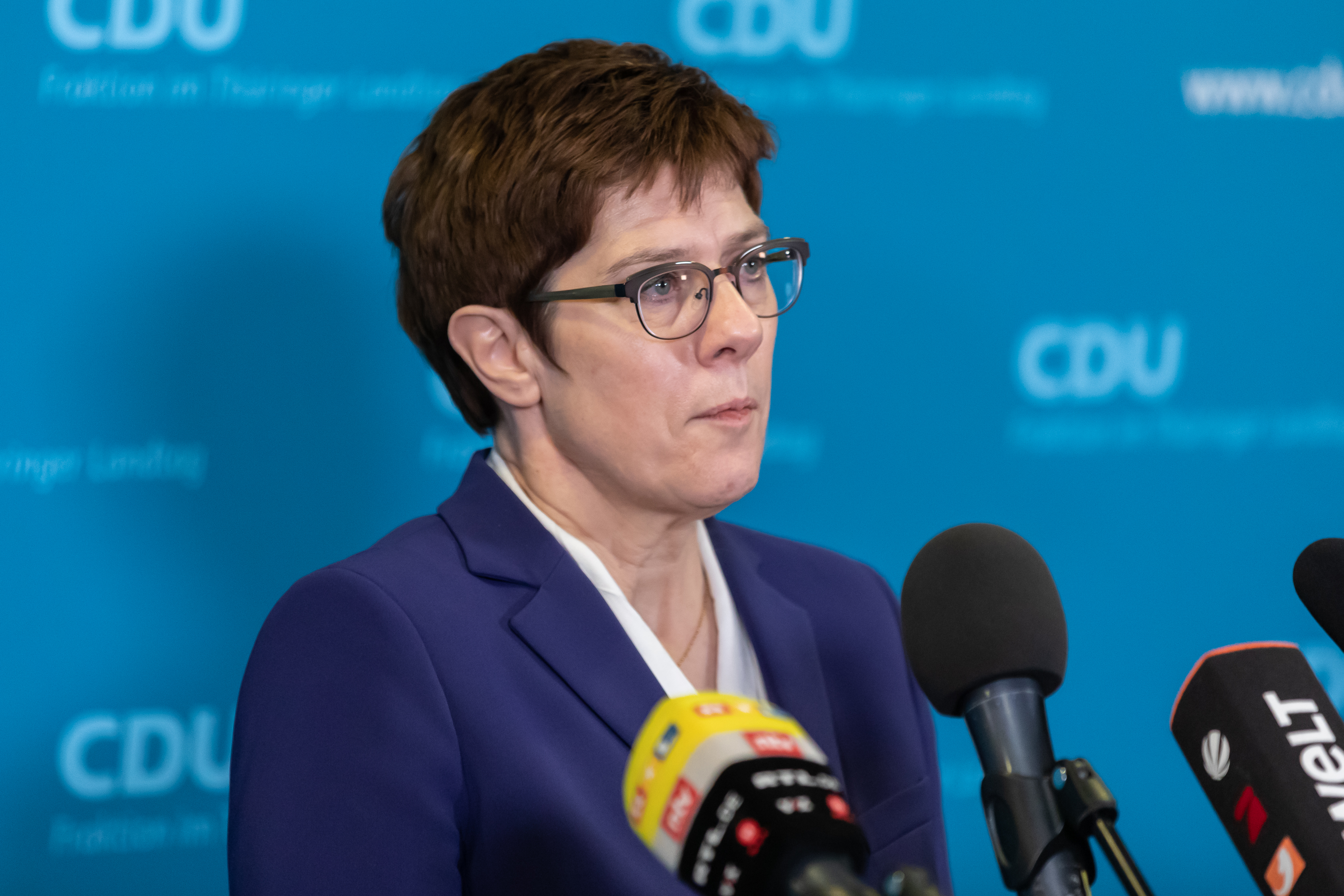
Annegret Kramp-Karrenbauer mit einem kurzen Pressestatement nach nächtlicher Sitzung im Thüringer Landtag am 7. Februar 2020.

In der CDU wurden durch das Wahlverhalten des Thüringer Landesverbandes die innerparteilichen Differenzen im Umgang mit der AfD besonders deutlich. Der CDU-Landesvorsitzende Mike Mohring hatte die Wahl von Thomas Kemmerich zunächst trotz der massiven Kritik verteidigt. Am 7. Februar 2020 kündigte er seinen Rückzug vom CDU-Fraktionsvorsitz an. Am 2. März 2020 wurde Mario Voigt zum neuen Fraktionsvorsitzenden der CDU Thüringen gewählt. Mohring gab außerdem den Vorsitz des Landesverbands der CDU ab.
Der Beauftragte der Bundesregierung für die neuen Bundesländer Christian Hirte (CDU), der Kemmerich per Twitter zur Wahl gratuliert hatte, bat am 8. Februar 2020 auf Anraten der Bundeskanzlerin Angela Merkel um seine Entlassung als Parlamentarischer Staatssekretär. Dies wurde dann vollzogen. Am 19. September 2020 wurde Hirte zum neuen Landesvorsitzenden der CDU Thüringen gewählt, nachdem sich Mohring wie angekündigt nicht mehr zur Wahl gestellt hatte.
Annegret Kramp-Karrenbauer kündigte am 10. Februar 2020 ihren Rücktritt vom Amt der CDU-Bundesvorsitzenden an und sagte, die Entscheidung sei „seit geraumer Zeit“ gereift.
Die meisten Medien sahen den Rücktritt ebenfalls als Folge einer längeren Entwicklung.

#### Bundes- und Landesebene der FDP
Der Bundesvorsitzende Christian Lindner stellte am 7. Februar 2020 im Bundesvorstand die Vertrauensfrage. Er hatte sich anhaltender Kritik an seiner Reaktion auf die Ministerpräsidentenwahl ausgesetzt gesehen, weil er die Annahme der Wahl durch den FDP-Kandidaten Kemmerich trotz der augenscheinlichen Unterstützung durch AfD-Abgeordnete zunächst begrüßt hatte. In einer Erklärung räumte er dann ein, dass auch die Kandidatur Kemmerichs bereits ein Fehler gewesen sei. Der Vorstand sprach ihm das Vertrauen aus.
Unter diesem Eindruck der hoch umstrittenen Wahl Kemmerichs auf Basis von AfD-Unterstützung scheiterte die FDP bei der Bürgerschaftswahl in Hamburg 2020 mit 4,9 Prozent an der Fünfprozenthürde und verpasste dort erstmals seit der Bürgerschaftswahl in Hamburg 2008 als Fraktion den Wiedereinzug in das Hamburgische Landesparlament.
Nachdem Kemmerich am 9. Oktober 2020 im Internet verbreitet hatte, dass nicht er mit der Annahme seiner Wahl am 5. Februar 2020, sondern andere Politiker durch die Art des Umgangs damit einen Fehler begangen hätten, distanzierte sich das Präsidium der Bundes-FDP geschlossen von seinen Äußerungen und kündigte an, ihn im nächsten Landtagswahlkampf in keiner Weise zu unterstützen.
Im Juni 2021 wurde Kemmerich erneut zum Landesvorsitzenden der FDP Thüringen gewählt.

#### Wahlumfragen
Unmittelbar nach der Wahl Thomas Kemmerichs zum Ministerpräsidenten führten Meinungsforschungsinstitute in Thüringen Wahlumfragen durch, in denen sich deutliche Verschiebungen zugunsten der Linken und Verluste der CDU abzeichneten. Die FDP, die bei der Landtagswahl knapp die Fünf-Prozent-Hürde erreicht hatte, käme laut mehreren Umfragen nur noch auf vier Prozent und wäre nicht mehr im Landtag vertreten.
| Institut          | Datum             | Linke  | AfD    | CDU    | SPD   | Grüne | FDP   | Sonst. |
| ----------------- | ----------------- | ------ | ------ | ------ | ----- | ----- | ----- | ------ |
| Landtagswahl 2019 | 27. Oktober 2019  | 31,0 % | 23,4 % | 21,7 % | 8,2 % | 5,2 % | 5,0 % | 5,1 %  |
| INSA              | 6. Februar 2020   | 34 %   | 23 %   | 19 %   | 6 %   | 6 %   | 7 %   | 5 %    |
| Forsa             | 7. Februar 2020   | 37 %   | 24 %   | 12 %   | 9 %   | 7 %   | 4 %   | 7 %    |
| Infratest dimap   | 10. Februar 2020  | 39 %   | 24 %   | 13 %   | 10 %  | 5 %   | 4 %   | 5 %    |
| INSA              | 14. Februar 2020  | 40 %   | 25 %   | 14 %   | 7 %   | 6 %   | 4 %   | 3 %    |
| INSA              | 12. März 2020     | 38 %   | 25 %   | 15 %   | 8 %   | 6 %   | 4 %   | 4 %    |
| INSA              | 2. April 2020     | 37 %   | 23 %   | 18 %   | 7 %   | 7 %   | 4 %   | 4 %    |
| INSA              | 21. Mai 2020      | 34 %   | 22 %   | 21 %   | 8 %   | 7 %   | 5 %   | 3 %    |
| INSA              | 24. Juni 2020     | 35 %   | 22 %   | 22 %   | 9 %   | 6 %   | 3 %   | 3 %    |
| INSA              | 30. Juli 2020     | 35 %   | 21 %   | 22 %   | 9 %   | 6 %   | 4 %   | 3 %    |
| Infratest dimap   | 6. August 2020    | 32 %   | 20 %   | 24 %   | 10 %  | 6 %   | 4 %   | 4 %    |
| INSA              | 4. September 2020 | 33 %   | 22 %   | 22 %   | 9 %   | 5 %   | 4 %   | 5 %    |
| INSA              | 15. Oktober 2020  | 33 %   | 22 %   | 22 %   | 8 %   | 7 %   | 4 %   | 4 %    |
| INSA              | 6. November 2020  | 33 %   | 22 %   | 22 %   | 9 %   | 6 %   | 5 %   | 3 %    |

## Ansätze zur Überwindung der Regierungskrise

### Neuwahlen
Ein möglicher Weg aus der Regierungskrise bestand in der Auflösung des Parlaments und damit verbundenen Neuwahlen. Nach Artikel 50 der Thüringer Landesverfassung hätte dafür ein Drittel der Abgeordneten des Landtags einen entsprechenden Antrag stellen und eine Zweidrittelmehrheit diesem zustimmen müssen.
Neuwahlen wurden beispielsweise von der schwarz-roten Koalition auf Bundesebene gefordert.
Im Zusammenhang mit Kemmerichs Rücktrittsankündigung teilte die FDP-Fraktion auf Landesebene mit, einen Antrag auf Auflösung des Parlaments nach Artikel 50 der Landesverfassung zu unterstützen. Die CDU-Fraktion im Landtag stand Neuwahlen dagegen kritisch gegenüber.
Ein weiterer Kritikpunkt bei Neuwahlen war der lange Zeitraum bis zur Bildung einer neuen Regierung. Die Thüringer Landesverfassung sieht vor, dass Neuwahlen innerhalb von 70 Tagen nach der Auflösung des Landtags abzuhalten wären. Da Kemmerich nur noch geschäftsführend im Amt war, hätte er in dieser Zeit weder die Vertrauensfrage stellen noch Minister ernennen können. Bodo Ramelow (Die Linke) warnte in diesem Zusammenhang vor einer „fundamentalen Staatskrise“ und einem „politischen Stillstand“.
Nach der Thüringer Landesverfassung ist eine Auflösung des Landtags nicht durch Volksentscheid möglich, wie es beispielsweise in Berlin der Fall ist.

### Wahl eines neuen Ministerpräsidenten
Durch die Wahl eines neuen Ministerpräsidenten könnte Thomas Kemmerich im Amt des Ministerpräsidenten abgelöst werden. Hierfür wurde anfangs von den Linken, der SPD und den Grünen ein konstruktives Misstrauensvotum in Betracht gezogen. Mit dem Rücktritt von Kemmerich wurde eine normale Wahl möglich. Hierfür wurden verschiedene Kandidaten in Erwägung gezogen.
Linke, SPD und Grüne wollten, wie ursprünglich vorgesehen, Bodo Ramelow zum Ministerpräsidenten wählen. Wie schon bei der Wahl am 5. Februar 2020 hätten sie dazu vier zusätzliche Stimmen von CDU oder FDP benötigt. Alexander Gauland, Fraktionsvorsitzender der AfD im Bundestag, empfahl der Thüringer AfD-Fraktion, bei einer kommenden Wahl Ramelow zu wählen, um ihn dadurch „sicher zu verhindern – denn er dürfte das Amt dann auch nicht annehmen“. Torben Braga, der parlamentarische Geschäftsführer der AfD-Fraktion im Thüringer Landtag, widersprach diesem Vorschlag und erklärte, die AfD habe Kemmerich aus inhaltlichen Gründen gewählt, nicht nur um Ramelow zu verhindern. Die Fraktion der Linken im Landtag lehnte eine Aufstellung von Ramelow ab, wenn es keine sichere Zusage von CDU oder FDP gäbe, die Kandidatur mit den nötigen Stimmen zu unterstützen.
Dem gegenüber standen Forderungen nach einem anderen Kandidaten. Die Vorsitzende der CDU, Annegret Kramp-Karrenbauer, schlug vor, dass SPD und Grüne einen eigenen Kandidaten aufstellen sollten, „der das Land nicht spaltet, sondern eint“. Politiker wie Volker Bouffier (CDU) oder Christian Lindner (FDP) forderten dagegen, eine politisch unabhängige Persönlichkeit zum Ministerpräsidenten zu wählen, die in einer Expertenregierung Neuwahlen vorbereiten solle. Beide Varianten trafen bei Linken, SPD und Grünen auf Ablehnung. Der Chefkommentator der Welt Jacques Schuster begrüßte den Vorschlag und kommentierte, dass Bodo Ramelows Versuch, eine von der Partei Die Linke geführte R²G-Regierung trotz fehlender parlamentarischer Mehrheit zu bilden, der eigentliche Kern des Problems sei. Dagegen sahen Karin Prien und Daniel Günther (CDU) in der symmetrischen Distanzierung der CDU von Linker und AfD „die Wurzel des Übels“. Eine Zusammenarbeit mit der Linken dürfe nicht ausgeschlossen werden. Finn Rütten kommentierte im Stern, dass eine Gleichsetzung von AfD und Linker (Hufeisentheorie) der Situation in Thüringen in keiner Weise gerecht werde. Während Björn Höcke völkisches Gedankengut verbreite und erst mit der absoluten Mehrheit zufrieden sei, zeige die Linke seit Jahrzehnten, dass sie bei einer Regierungsbeteiligung demokratische, verantwortungsvolle Politik mitgestalte.
Der Parteienforscher Michael Lühmann deutete die Pflege der pauschalen Feindseligkeit gegenüber der Linkspartei als „Lebenslüge“ der CDU, um von ihrer eigenen Vergangenheit als Blockpartei abzulenken.

### Technische Übergangsregierung unter Lieberknecht
Am 17. Februar 2020 trafen sich erstmals Vertreter von Linkspartei, SPD, Grünen und CDU zu Verhandlungen, mit dem Ziel, eine gemeinsame Lösung zur Abwendung der „beginnenden Staatskrise“ (Zitat Ramelow) zu finden.
Bodo Ramelow schlug im Rahmen dieser Runde eine Lösung vor, in der Neuwahlen und die Wahl einer neuen Ministerpräsidentin unmittelbar miteinander verknüpft wären. Der Landtag solle seine Selbstauflösung beschließen und zugleich Christine Lieberknecht (CDU) für die bis zu den Neuwahlen verbleibende Legislaturperiode zur Ministerpräsidentin wählen. Weiter schlug er vor, dass Lieberknecht eine „technische“ Regierung bilden solle, in der drei Schlüsselministerien wieder besetzt würden: Das Justizministerium, das Finanzministerium und die Staatskanzlei. Christine Lieberknecht hatte sich in ihrer Zeit als Landtagspräsidentin (1999–2004) über Parteigrenzen hinweg Respekt erworben und verfügt als ehemalige Ministerpräsidentin Thüringens (2009–2014) über einschlägige Regierungserfahrung.
Die CDU Thüringen lehnte dies ab und schlug vor, Lieberknecht solle länger als von Ramelow vorgesehen im Amt verbleiben und ein vollständiges Expertenkabinett führen. Lieberknecht zog daraufhin ihre Bereitschaft, als Interimsministerpräsidentin zu kandidieren, zurück und gab bekannt, dass sie sich nur auf Ramelows Lösungsvorschlag mit schnellen Neuwahlen habe einlassen wollen. Dieser „Widerspruch mit der CDU“ lasse sich „nicht auflösen“. Ihrer Meinung nach lasse sich echte politische Stabilität im Thüringer Landtag nur herstellen, indem man die realen Mehrheitsverhältnisse anerkenne und CDU und Linke eine verlässliche parlamentarische Zusammenarbeit vereinbarten.

## Wahl zum Ministerpräsidenten im März 2020

### Einigung auf Ramelow als Ministerpräsident
Am 21. Februar 2020 einigten sich Linkspartei, SPD, Grüne und CDU auf Maßnahmen zur Überwindung der Regierungskrise. Damit wurde dem Wunsch der CDU nach einem Aufschub der Neuwahlen ebenso wie dem Vorhaben von Rot-Rot-Grün zur vorübergehenden Wiederwahl von Ramelow zum Ministerpräsidenten entsprochen.
Die Kooperation der vier Parteien sah vor, dass Bodo Ramelow am 4. März 2020 zum Ministerpräsidenten gewählt werden und eine Minderheitsregierung aus Linken, SPD und Grünen führen sollte. Im Gegenzug wurde vereinbart, dass Neuwahlen zum Landtag erst am 25. April 2021 stattfinden sollten. Ein sogenannter „Stabilitätsmechanismus“ solle in dieser Zeit eine funktionierende Regierungsarbeit sicherstellen: Die CDU verpflichte sich, alle Anträge im Landtag zuvor mit den Regierungsparteien abzustimmen, um auszuschließen, dass CDU, FDP und AfD gemeinsam die Regierung blockierten. Zugleich sollten sich auch Linke, SPD und Grüne bei Vorhaben im Vorhinein mit der CDU einigen. So sollte auch der Landeshaushalt für 2021 aufgestellt werden.
Teile der Bundesebene der CDU lehnten den Kompromiss ab. So sagte Generalsekretär Paul Ziemiak, es gehe um die „Grundüberzeugung sowie Grundwerte [der CDU] und nicht um politische Spielchen“. Mike Mohring widersprach, „dass sich die Fraktion stabilen Verhältnissen nicht verweigere und Angebote von anderen für eine stabile Situation annehmen werde“.

### Aufstellung der Kandidaten
- Bodo Ramelow
- Björn Höcke
(im dritten Wahlgang zurückgezogen)

Linke, SPD und Grüne stellten, wie in der erzielten Einigung mit der CDU festgehalten, Bodo Ramelow als Kandidaten auf.
Die AfD erklärte zwei Tage vor der Wahl des Ministerpräsidenten, dass ihr Fraktionsvorsitzender Björn Höcke gegen Ramelow antreten werde. Laut ihrem parlamentarischen Fraktionsgeschäftsführer Torben Braga wolle man so das Wahlverhalten von CDU und FDP offenlegen, denn sollte Ramelow „mehr als die 42 Stimmen des rot-rot-grünen Lagers erhalten und als Ministerpräsident gewählt werden, soll für jeden Betrachter klar sein, dass diese Stimmen nicht von der AfD kamen.“ CDU und FDP hätten damit „ihr Versprechen gebrochen, Ramelow nicht zu wählen und ein Fortbestehen von Rot-Rot-Grün nicht zu ermöglichen“.
Die FDP-Fraktion kündigte an, die Wahl zu boykottieren, um deutlich zu machen, dass sie beide Kandidaten (Ramelow und Höcke) ablehne.
Am Morgen der Wahl erklärte Ramelow, dass er die CDU-Fraktion um Stimmenthaltung gebeten habe, da es keinen Sinn ergebe, „mit der Kandidatur von Höcke und dem verantwortungslosen Verschwinden der FDP […] im ersten Wahlgang CDU-Abgeordnete zu verbrennen“. Somit würde im dritten Wahlgang die einfache Mehrheit ausreichen.

### Wahl Ramelows zum Ministerpräsidenten
Wie bei der Wahl zum Ministerpräsidenten im Februar 2020 sieht die Thüringer Verfassung vor, dass in den ersten beiden Wahlgängen Ministerpräsident wird, wer von der absoluten Mehrheit der Mitglieder des Landtags gewählt wird. Gelingt dies nicht, kommt es zum dritten Wahlgang. In ihm gilt der Bewerber mit den meisten Stimmen als gewählt.
Sowohl im ersten als auch im zweiten Wahlgang am 4. März 2020 erhielt Bodo Ramelow 42 Stimmen, die aus den Fraktionen der Linken, SPD und Grünen gekommen sein sollten. Björn Höcke erhielt jeweils 22 Stimmen, was der Fraktionsstärke der AfD entsprach. Die jeweils 21 Enthaltungen sollten der Fraktion der CDU zuzurechnen sein. Die FDP war zwar bei der Wahl anwesend, stimmte aber nicht ab. Aus der FDP-Fraktion waren jedoch statt 5 nur 4 Abgeordnete im Thüringer Landtag anwesend; es fehlte Ute Bergner.

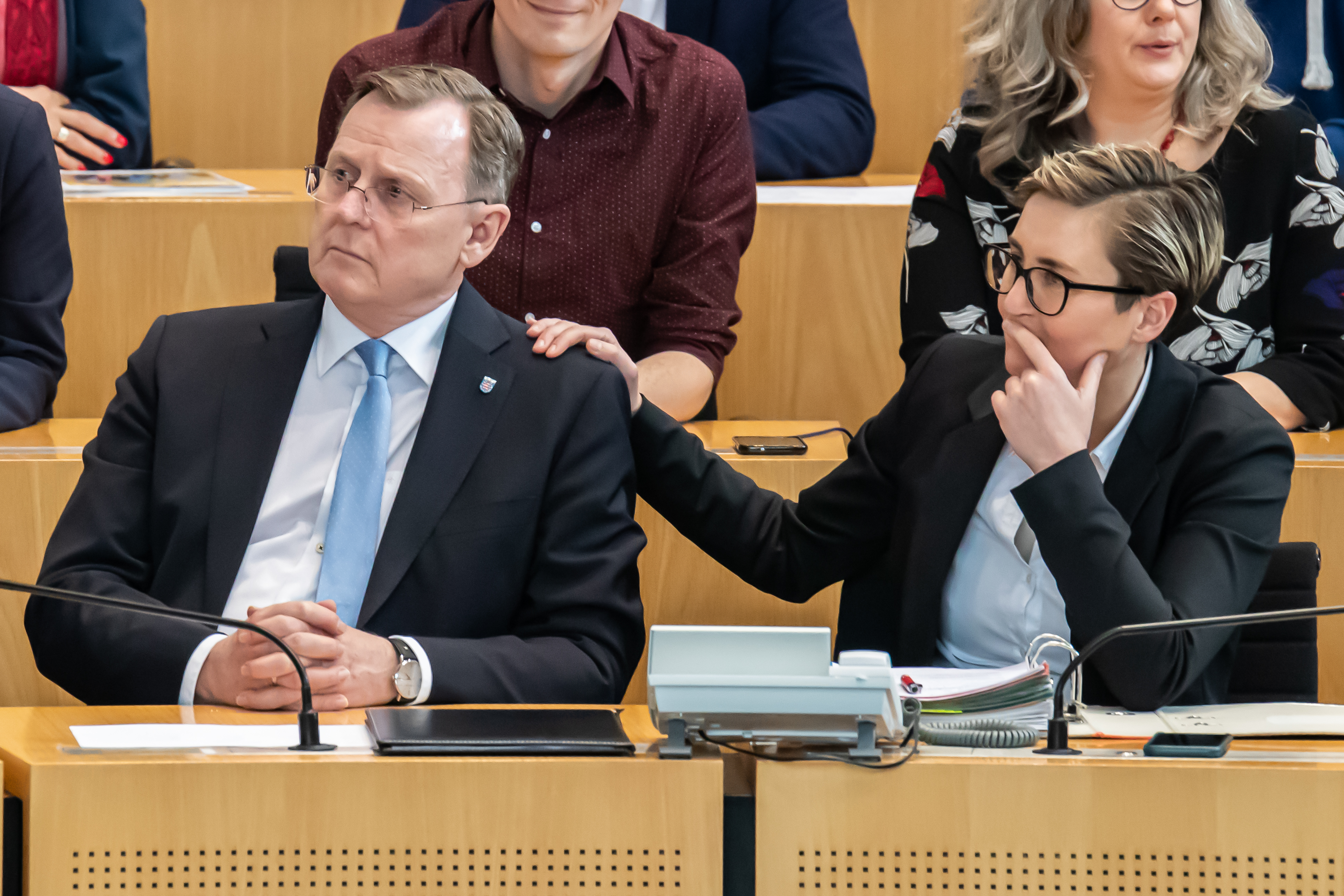
Bodo Ramelow (l.) und Susanne Hennig-Wellsow (r.) bei der Verkündung des Ergebnisses des 3. Wahlgangs am 4. März 2020.

Im dritten Wahlgang zog die Fraktion der AfD die Kandidatur von Björn Höcke zurück, sodass Bodo Ramelow der einzige verbleibende Kandidat war. Ramelow erhielt wieder 42 Ja-Stimmen bei 23 Nein-Stimmen und 20 Enthaltungen. Damit wurde er erneut zum Ministerpräsidenten gewählt und daraufhin vereidigt.

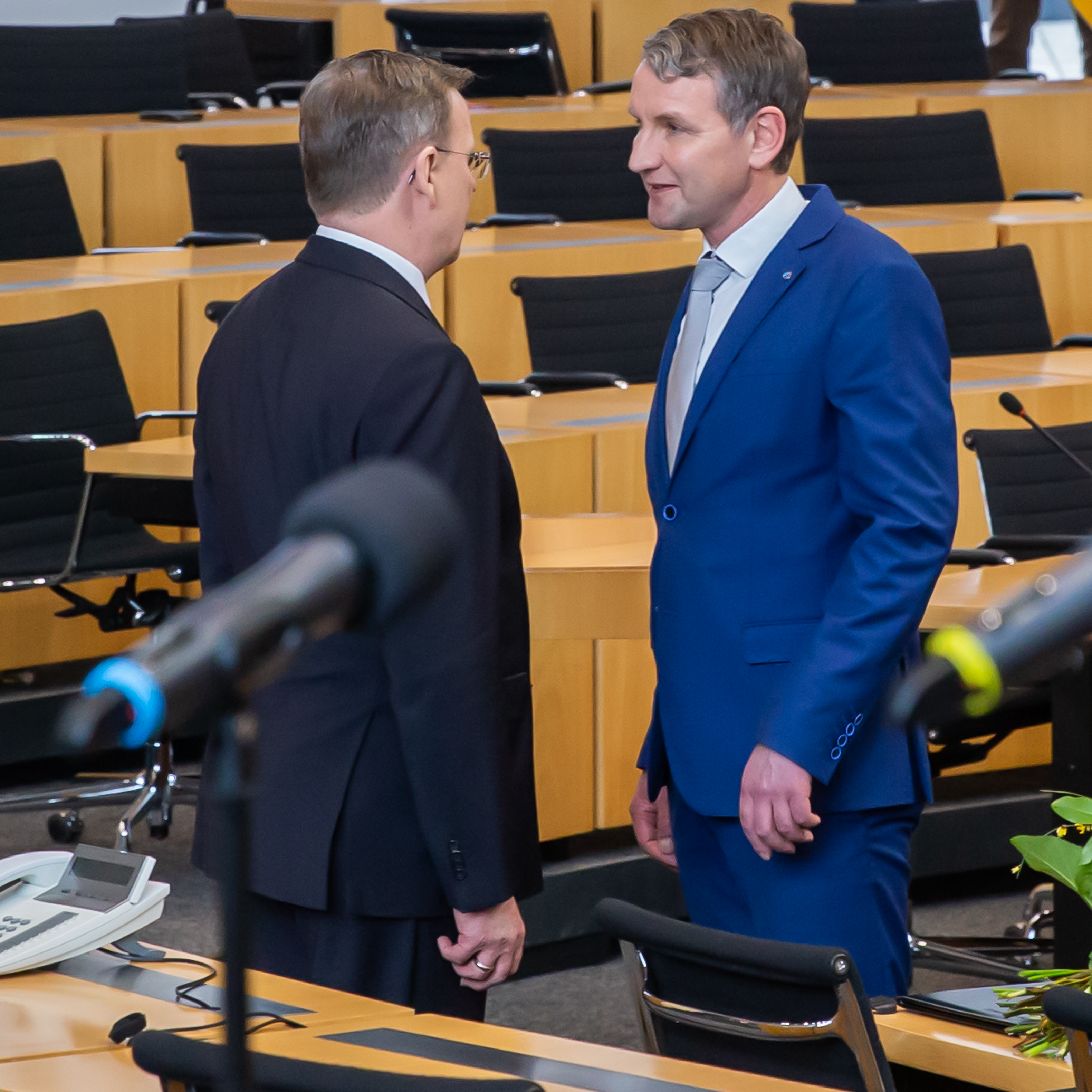
Björn Höcke (r.) gratuliert Bodo Ramelow (l.) zur Wahl am 4. März 2020.

In seiner Antrittsrede zeigte sich Ramelow froh über die Beendigung der Regierungskrise, dankte insbesondere der CDU für den Abschluss des Stabilitätspakts und rief die Fraktionen des Landtags zur konstruktiven Zusammenarbeit auf. Die AfD kritisierte er scharf dafür, FDP und CDU eine Falle gestellt zu haben, und warf ihr vor, das Parlament und die Demokratie nicht zu respektieren. Damit begründete er es auch, Björn Höcke, der ihm gratulieren wollte, den Handschlag verweigert zu haben. Er werde ihm erst die Hand geben, wenn Höcke aufhöre, die „Demokratie mit Füßen zu treten“, und sie stattdessen verteidige.

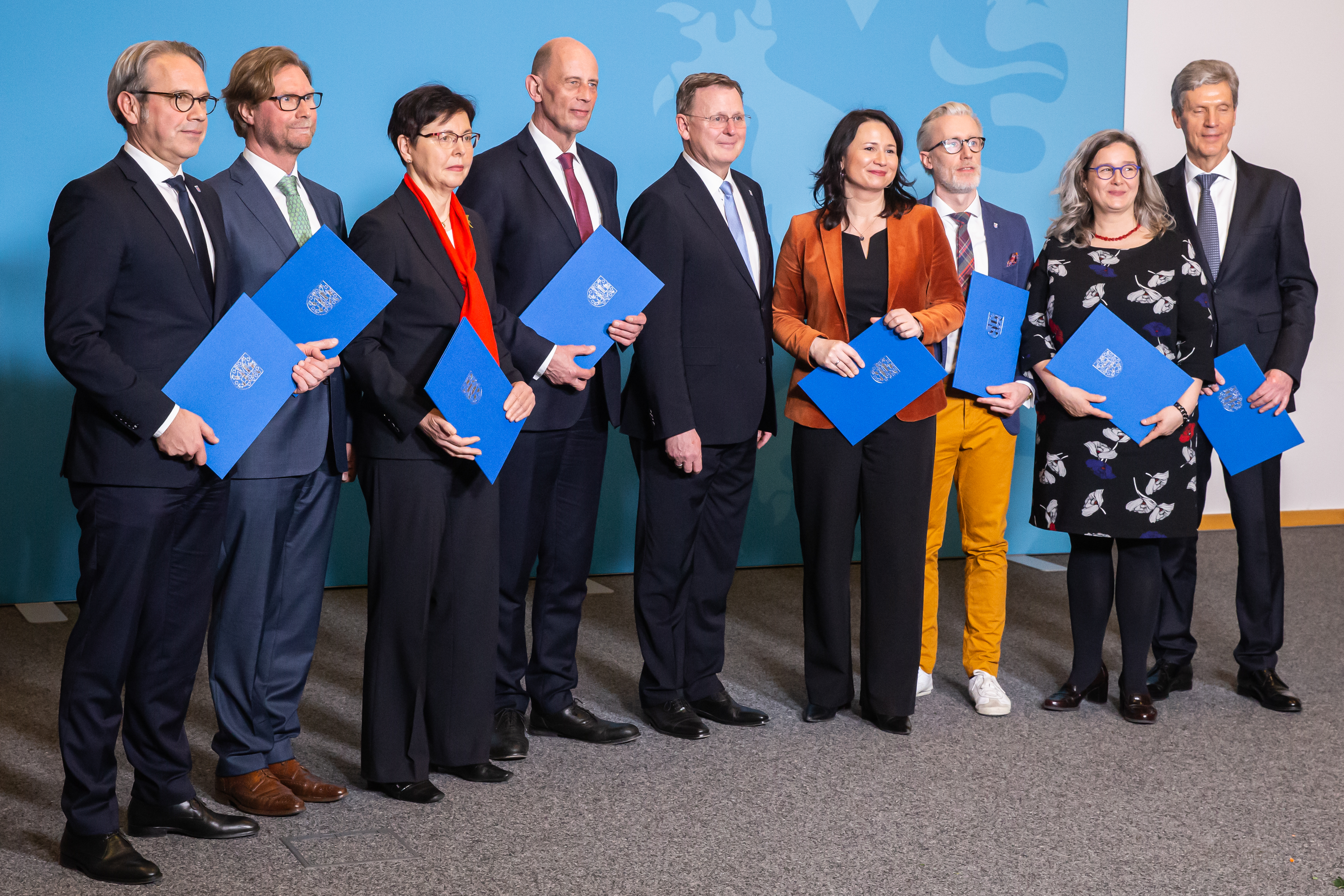
Bodo Ramelow (m.) mit seinen Ministern und Ministerinnen im Kabinett Ramelow II am 4. März 2020.

Am selben Tag seiner Wahl ernannte Ramelow sein Kabinett und die Ministerinnen und Minister wurden daraufhin vereidigt.

### Reaktionen
Der Generalsekretär der SPD, Lars Klingbeil, zeigte sich erleichtert über die Wahl Ramelows. Er schrieb auf Twitter: „Das Chaos in Thüringen hat vorerst ein Ende. Ich bin sehr froh, dass ein erneuter Tabubruch durch FDP und CDU ausgeblieben ist“. Ähnlich äußerte sich auch Katja Kipping, die Bundesvorsitzende der Linken; Deutschland könne von Thüringen lernen, dass die Rechte nicht gegen eine „echte solidarische Alternative“ gewinne. Der FDP‐Vorsitzende Christian Lindner dankte Ramelow dafür, in seiner Antrittsrede die Taktik der AfD bei der Wahl Kemmerichs kritisiert zu haben. Die FDP-Generalsekretärin Linda Teuteberg gratulierte Ramelow zu seiner Wahl und dankte ihm für die Worte, die er für Kemmerich und seine Familie gefunden habe, die wegen Anfeindungen und Bedrohungen unter Polizeischutz standen. Auch die beiden Grünen-Vorsitzenden Annalena Baerbock und Robert Habeck gratulierten Ramelow zu seiner Wahl und erklärten, dass die Thüringer Landesregierung wieder handlungsfähig sei und der Weg in Thüringen nach dem Desaster vom Kemmerichs Wahl in Richtung Stabilität und geordnete Verhältnisse weisen müsse.
Die AfD hingegen äußerte sich kritisch. Der Bundessprecher Jörg Meuthen warf CDU und FDP vor, durch ihre Enthaltung bzw. Nichtteilnahme einem Politiker der Linken ins Amt verholfen zu haben. Die FDP betonte dagegen, durch die Weigerung, an der Wahl teilzunehmen, ihre Ablehnung gegenüber beiden Kandidaten zum Ausdruck gebracht zu haben. Björn Höcke kritisierte, der neue Ministerpräsident habe „Manierlosigkeit“ bewiesen, indem er seinen Handschlag verweigert habe. Er habe Ramelow damit zeigen wollen, dass er seine demokratische Wahl akzeptiere. In der Süddeutschen Zeitung schrieb Boris Herrmann hingegen von einer „gut begründeten Geste“ Ramelows und einer „symbolkräftige[n] Tat, vielleicht sogar eine für die Geschichtsbücher“. Höcke sei „nicht irgendein AfD-Politiker, sondern der Anführer jenes Flügels, der es sich offenkundig zum Ziel gesetzt hat, das System von rechts außen zu untergraben“. Seine „Programmatik, seine vergiftete Sprache und sein würdeloses Taktieren im Landtag“ ließen erkennen, dass er „eben gerade nicht dazugehören“ wolle.

## Weitere Entwicklungen
Die auf Grundlage des Stabilitätspakts für den 25. April 2021 geplante Landtagswahl wurde zunächst wegen der Corona-Pandemie auf den 26. September 2021 verschoben. Am 16. Juli 2021 wurde auch dieser Termin gestrichen, da mehrere Abgeordnete der CDU und später auch der Linken angekündigt hatten, der für Neuwahlen notwendigen Auflösung des Landtags nicht zuzustimmen, und die Fraktionen der Linken und Grünen die Entscheidung nicht von den Stimmen der AfD abhängig machen wollten. Die Regierungsfraktionen der Linken, der SPD und der Grünen erklärten, keinen weiteren Versuch zur Auflösung des Landtages mehr unternehmen zu wollen.
Wenige Tage später stellte die AfD-Fraktion im Thüringer Landtag einen Misstrauensantrag gegen Ramelow und schlug Björn Höcke als neuen Ministerpräsidenten vor. Bei der Abstimmung am 23. Juli 2021 stimmten 22 Abgeordnete für den Antrag und 46 dagegen. Die CDU-Fraktion hatte zuvor angekündigt, nicht an der geheimen Abstimmung teilzunehmen, und blieb im Saal sitzen. Durch die Ablehnung des Antrags blieb Ramelow Thüringer Ministerpräsident. Der AfD-Abgeordnete Stefan Möller hatte zuvor der Deutschen Presse-Agentur mitgeteilt, dass er keine Chance auf einen Erfolg sehe, und gesagt: „Das Misstrauensvotum zielt nicht auf Bodo Ramelow ab“, sondern „primär in die Ecke der CDU und am Rande auch in Richtung FDP“.
Die AfD warf Bundeskanzlerin Angela Merkel (CDU) vor, mit ihren kritischen Äußerungen über die Wahl Kemmerichs im Februar 2020 gegen ihre Neutralitätspflicht als Amtsträgerin verstoßen zu haben, und erhob Organklage beim Bundesverfassungsgericht. Eine mündliche Verhandlung über die Klage fand am 21. Juli 2021 statt. Am 15. Juni 2022 urteilte das Bundesverfassungsgericht, dass die Bundeskanzlerin mit ihren Äußerungen das Recht der AfD auf Chancengleichheit verletzt habe.

## Dokumentationen
- Ein Land am Limit – Das Thüringer Politikdrama in fünf Akten, Exakt – Die Story (MDR, 2020)
- Wahl-Chaos Thüringen – Wie Bodo Ramelow doch wieder Ministerpräsident wurde, Exakt – Die Story (MDR, 2020)